# Geschichte der italienischen Luftstreitkräfte
Die Geschichte der italienischen Luftstreitkräfte umfasst die Entwicklung der italienischen Luftstreitkräfte von ihren Anfängen im 19. Jahrhundert bis zur Gegenwart. Sie beginnt 1884 mit der Erprobung von Fesselballonen in Rom. Dort wurden 1910 auch die ersten Flugzeuge in Dienst gestellt und noch in jenem Jahr zu einem selbständigen Pionier-Bataillon zusammengefasst. Der weitere Ausbau führte 1915 zur Gründung des Corpo Aeronautico Militare. Zusammen mit den 1913 aufgestellten Marinefliegern nahm es am Ersten Weltkrieg teil, auch in Frankreich, auf dem Balkan und in Nordafrika.

Hoheitszeichen der italienischen Luftstreitkräfte

Aus den Luftstreitkräften von Heer und Marine ging 1923 die „Königliche Luftwaffe“ Italiens hervor (Regia Aeronautica). In den Jahren danach stellte sie zahlreiche fliegerische Rekorde auf, deren internationale Beachtung für die faschistische Propagandapolitik Vorrang vor militärischen Erwägungen hatte. Die seit 1922 geführten Kolonialkriege in Nord- und Ostafrika, die Beteiligung am Spanischen Bürgerkrieg und der damit einhergehende Verschleiß, mangelnde Anstrengungen bei der Modernisierung des Flugzeugbestandes und die Fixierung auf nebensächliche internationale Wettbewerbe bewirkten, dass die Regia Aeronautica Ende der 1930er Jahre den Anschluss an die technische und operative Entwicklung der Luftstreitkräfte anderer Großmächte verlor. Der von Benito Mussolini entschiedene Eintritt Italiens in den Zweiten Weltkrieg zwang die Regia Aeronautica in einen technisch oft ungleichen Kampf. Ihre Geschichte blieb nach dem Krieg trotz Diktatur und Niederlage lebendig, weil die italienische Luftwaffe mit Abschaffung der Monarchie nur ihren Namen in Aeronautica Militare änderte und es zu keinem historischen Bruch kam. Dank amerikanischer Militärhilfe erholten sich die italienischen Streitkräfte und damit auch die Luftwaffe schnell von dem desaströsen Krieg und gliederten sich als Partner in die NATO ein. Die Aeronautica Militare beteiligte sich in der Folge zusammen mit der italienischen Industrie an verschiedenen internationalen Rüstungsprojekten, die im Lauf der Zeit trotz finanzieller Engpässe eine angemessene Modernisierung der Ausrüstung ermöglichten. Seit dem Ende des Kalten Krieges hat die Aeronautica Militare Beiträge zu verschiedenen internationalen Militäreinsätzen im Ausland geleistet.

## Fliegertruppen von Heer und Marine

### Anfänge
Das militärische Luftfahrtwesen begann in Italien im Jahr 1884 beim 3. Pionierregiment in der Festung Forte Tiburtino bei Rom, das unter der Bezeichnung „Servizio Aeronautico“ unter dem Kommando von Tenente (Leutnant) Alessandro Pecori Giraldi eine Spezialeinheit mit den beiden 550 m³-Fesselballons „Africo“ und „Torricelli“ aufbaute.
Am 23. Juni 1887 wurde die erste Luftschifferkompanie aufgestellt. Der Kompaniechef war Capitano (Hauptmann) Alessandro Pecori Giraldi, gleichzeitig der erste italienische Fesselballonführer. Die erste Bewährungsprobe legte die Kompanie im Kolonialkrieg 1887–1888 in Eritrea ab, wo drei Ballons zur Gefechtsfeldaufklärung eingesetzt wurden.
1894 wurde die Kompanie zu einer Abteilung („Brigata“) umgegliedert. Am 11. Juni 1894 stiegen Hauptmann Maurizio Mario Moris und sein Kamerad, Leutnant Cesare del Fabbro, auf den Prati di Castello in Rom erstmals mit einem Freiballon auf, den Moris nach Plänen von del Fabbro auf seine eigenen Kosten hatte herstellen lassen.
1904 beauftragte Hauptmann Moris die Leutnante Gaetano Arturo Crocco und Ottavio Ricaldoni, sich mit dem militärischen Einsatz von lenkbaren Luftschiffen zu befassen. Sie unternahmen in den Militäreinrichtungen in Cavour bei Rom erste Versuche mit Flugmodellen.
Das erste von den Hauptleuten Gaetano Arturo Crocco und Ottavio Ricaldoni konstruierte Luftschiff “Crocco-Ricaldoni N° 1” startete am 3. Oktober 1908 zum Jungfernflug.
1909 begann Moris, sich auch der neuen Flugzeugtechnik zuzuwenden. Er erwirkte einen Besuch des amerikanischen Luftfahrtpioniers Wilbur Wright, der am 15. April 1909 auf dem Wiesengelände in Centocelle bei Rom eintraf. Er führte in den folgenden Tagen 67 Flüge durch und beförderte dabei insgesamt 19 Passagiere.
Hier entstand im Januar 1910 vorläufig auch der erste Flugplatz und die erste Flugschule Italiens; sie bildete neben Militärpiloten auch Zivilpiloten aus. Die militärischen Einrichtungen wurden bald darauf aufgegeben und stattdessen zwei neue in Aviano (Udine) und Cascina Malpensa (Varese) eingerichtet.
Die Fliegertruppe wurde am 28. Oktober 1910 in ein selbstständiges Bataillon der Genie-Truppe unter dem Kommando von Oberstleutnant Moris mit acht Kompanien umgegliedert.
Im Mai 1911 erhielt Kapitänleutnant Mario Calderara als erster Absolvent das Militärfliegerabzeichen.
Das Fliegerbataillon nahm am 22. August 1911 mit acht Flugzeugen, zwei Luftschiffen und zwei Fesselballons erstmals an den Heeresmanövern im Piemont teil.

### Italienisch-Türkischer Krieg
Am 1. Oktober 1911 erklärte Italien der Türkei den Krieg, um seinen Kolonialbesitz um Libyen zu erweitern. Für diesen Feldzug wurden vier Ballons, zwei Luftschiffe und 28 Flugzeuge bereitgestellt. Am 16. Oktober 1911 trafen die ersten elf Piloten, darunter ein Arzt, mit einem Sergente (Feldwebel) und 30 Mann Bodenpersonal sowie neun Flugzeugen (zwei Blériot XI, drei Nieuports, zwei Etrich Tauben und zwei Farman-III-Doppeldecker) in Tripolis ein. Später landeten weitere Einheiten in Bengasi.
| Datum             | Pilot                                                             | Bemerkung |
| ----------------- | ----------------------------------------------------------------- | --- |
| 21. Oktober 1911  | Capitano Carlo Maria Piazza (Blériot)                             | Erprobungsflug |
| 23. Oktober 1911  | Capitano Carlo Maria Piazza (Blériot)                             | Aufklärungsflug |
| 23. Oktober 1911  | Capitano Riccardo Moizo (Nieuport)                                | Aufklärungsflug, Flugzeug wies nach der Landung drei Schusslöcher auf, es war das erste Mal, dass ein Flugzeug von Bodentruppen bekämpft worden war |
| 1. November 1911  | Sottotenente (Unterleutnant) Giulio Gavotti (Etrich Taube)        | Abwurf von drei 2 kg-Cipelli-Granaten auf Ain Zara und einer weiteren auf Taguira, eine Oase bei Tripoli                                            |
| 28. Oktober 1911  | Capitano Piazza                                                   | Feuerleitung für Panzerkreuzer Sardegna gegen die Oase Zanzur                                                                                       |
| 24. November 1911 | Capitano Moizo                                                    | Feuerleitung einer Batterie gegen türkische Artilleriestellungen                                                                                    |
| 4. Dezember 1911  |                                                                   | mit fünf Flugzeugen Marschüberwachung für die auf Ain Zara vorrückenden Infanterie                                                                  |
| 15. Dezember 1911 | Sottotenente di Vascello (Oberleutnant zur See) Francesco Roberti | Flugabwehr durch feindliche Geschütze |
| 23. Februar 1912  | Capitano Piazza                                                   | Erster Fotoaufklärungsflug mit Zeiss-Kamera |
| 4. März 1912      | Capitano Piazza, Sottotenente Gavotti                             | erster Nachtflug, Abwurf von Flugzetteln für die arabischen Hilfstruppen der Türken                                                                 |
| 2. Mai 1912       |                                                                   | Erster Aufklärungsflug bei Nacht |
| 11. Juni 1912     |                                                                   | Erster Nachtbombenangriff |

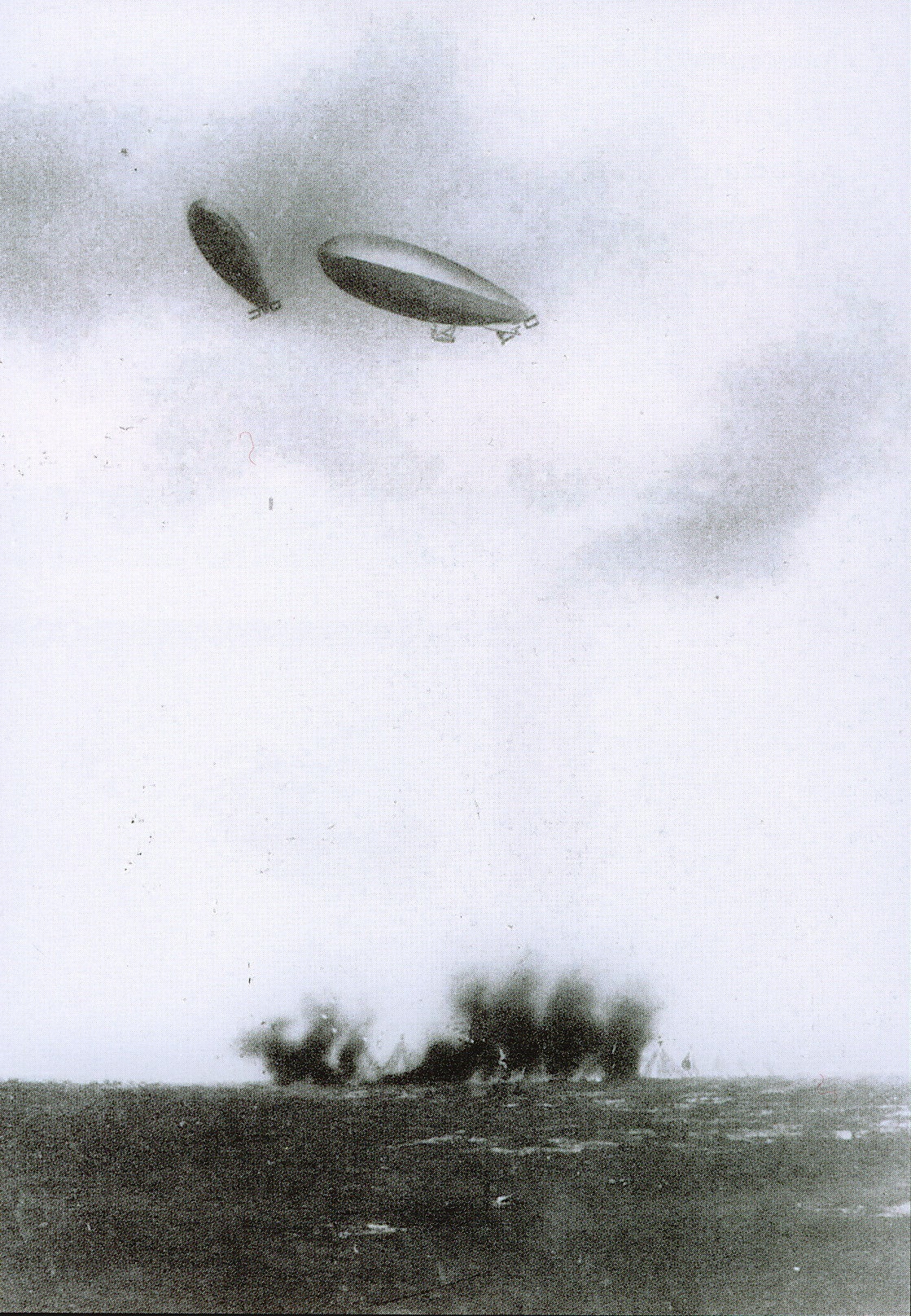
Italienische Luftschiffe bombardieren türkische Positionen in Libyen

Die Flieger starteten ihre Einsätze von Tripolis, Derna, Tobruk und Bengasi, wo aufgrund der Bodenbeschaffenheit auf dem Flugplatz Sabri erstmals eine 100 m lange und 12 m breite Behelfslandebahn aus Holzbohlen angelegt werden musste.
Die Luftschiffe P2 und P3 starteten von Tripolis (als Luftschiffbezeichnungen standen «P» für piccolo=klein, «M» für medio=mittel und «G» für grande=groß), P1 und mehrere Fesselballons zur Artilleriebeobachtung waren in Bengasi stationiert.
Die italienischen Flieger hatten auch Verluste zu verzeichnen: Der zivile Flieger Carlo Montù, Führer einer Staffel von Freiwilligen, wurde als Beobachter beim Einsatzflug über der Cyrenaica durch eine Schusswunde am Bein verwundet, am 25. August 1912 kam Sottotenente di Cavalleria (Unterleutnant der Kavallerie) Piero Manzini bei einer Fotoaufklärungsmission mit Ziel Zuara ums Leben, als sein Flugzeug nach Motorschaden ins Meer stürzte. Hauptmann Moizo geriet am 10. September 1912 aufgrund einer Motorpanne auf Feindgebiet in Kriegsgefangenschaft, wurde jedoch nach korrekter Behandlung nach Einstellung der Feindseligkeiten am 11. November 1912 freigelassen.

### Ausbau

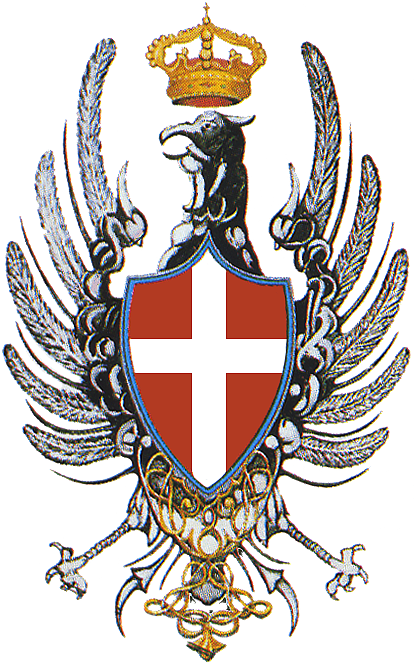
Wappen der italienischen Fliegertruppe von 1913 bis 1915

Auf den Vorschlag des Piloten Leonino da Zara schrieb der Aero Club d’Italia am 3. März 1912 eine Stiftung «date ali alla Patria!» (“Flügel für das Vaterland!”) aus, die ca. 3,5 Mio. Lire einbrachte.
Im Laufe des Jahres wurde der Servizio Aeronautico umgegliedert: Luftschiffer und Fesselballonabteilung kamen nach Rom, das am 27. Juni 1912 ausgegliederte Fliegerbataillon (Battaglione Aviatori) mit Einsatzkräften und Flugschule wurden nach Turin verlegt, die luftfahrttechnischen Fabrikationsanlagen blieben in Rom, die flugtechnische Erprobungsanstalt wurde in Vigna di Valle eingerichtet. Die Marine (Regia Marina) bildete im Oktober 1912 eine eigene Seefliegerstation in Venedig mit Wasserflugzeugen ein. Die Regia Marina beschaffte für die Seefliegerstation Le Vergini bei Venedig französische Wasserflugzeuge der Typen Borel und Farman und ließ ihre Piloten in der französischen Marineschule in Juan les Pins ausbilden. Kurz zuvor, im September 1912, war es Guglielmo Marconi gelungen, erstmals eine funktelegrafische Verbindung von einem Kriegsschiff zu einem Flugzeug herzustellen.
Am 19. November 1912 wurde die Kolonial-Fliegerabteilung (Servizio d'Aviazione Coloniale) gebildet, am 28. November 1912 der Servizio Aeronautico zur „Flotta Aerea d’Italia“ (italienischen Luftflotte) umbenannt. Maggiore (Major) Giulio Douhet, seit dem 13. November 1913 Kommandeur des Fliegerbataillons, bildete in diesem Rahmen logistisch und organisatorisch eigenständige Squadriglie (Staffeln), die mit zerlegbare Hangars, Kraftfahrzeugen und Werkstattwagen ausgerüstet wurden.
Am 1. Februar 1913 erfolgte die Gründung einer eigenen Erprobungsstelle der Marine, an der Konstruktionen der beiden Kapitänleutnante Manlio Ginocchio und Alessandro Guidoni erprobt wurden. Das Panzerschiff Dante Alighieri wurde mit einem Curtiss-Wasserflugzeug ausgerüstet, 1914 erhielt der Kreuzer Elba ein Hangar für Wasserflugzeuge. Außerdem kaufte die Marine die beiden Luftschiffe “Città di Jesi” und “Città di Ferrara”.
Im Juni 1913 wurde der „Servizio Aeronautico della Regia Marina“, die Marinefliegertruppe, gegründet, im August 1913 nahm die Marineflugschule („Scuola di Aviazione della Marina“) in Venedig den Betrieb auf.
Das Fehlen einer leistungsfähigen Flugzeugindustrie blieb jedoch ein ungelöstes Problem; ein offener Leistungswettbewerb sollte 1913 die italienische Flugzeugindustrie fördern, brachte jedoch nicht das gewünschte Ergebnis.
Am 18. Juni 1913 wurde das Fliegerbataillon zum Corpo Aeronautico umgegliedert. Es bestand nun aus 14 Squadriglie (Staffeln), von denen zwei in Rom, eine in Tripolis und der Rest in Norditalien stationiert wurden. Aufgrund weiterer Haushaltsmittel sollten 193 Flugzeuge und 330 Motoren beschafft und weitere 374 Offiziere aller Truppengattungen zur Fliegertruppe versetzt werden.

### Erster Weltkrieg
Trotz der Kriegserfahrungen und aller Aufbauanstrengungen waren die italienischen Fliegertruppen weder technisch, noch organisatorisch, noch industriell, noch seitens der Infrastruktur für den Kriegseintritt gerüstet.
Die am 7. Januar 1915 zum Corpo Aeronautico Militare umbenannte Luftflotte blieb formal weiterhin der Pioniertruppe (Arma del Genio) unterstellt, dazu wirkte Colonello (Oberst) Maurizio Mario Moris als Generalinspekteur für das Luftfahrwesen im Kriegsministerium. Das Fliegerbataillon konnte bei Kriegsbeginn gerade 15 Squadriglie mit 135 Piloten und 86 Flugzeugen, davon für den Fronteinsatz zwölf Squadriglie mit 75 Flugzeugen stellen: Sechs Staffeln waren mit Blériot-, vier mit Nieuport- und zwei mit Farman-Flugzeugen ausgerüstet. Diese Art der Ausstattung vor allem mit französischen Flugzeugen sollte den ganzen Krieg hindurch überwiegen. Hinzu kamen die flugtechnische Erprobungsanstalt, das Luftschifferbataillon mit Fesselballons und das Luftschiffbataillon mit den drei Luftschiffen M.l, P.5 und dem der Marine unterstellten P.4. Diese verfügte über zwölf Piloten und 15 veraltete Wasserflugzeuge: fünf Curtiss-, vier Borel-, vier Albatros- und zwei Bréguet-Wasserflugzeuge, sowie die Luftschiffe M.2 „Città di Ferrara“ und V.1 „Città di Jesi“.
Weitere Einheiten und Kommandobehörden waren das Fliegerersatzbataillon für die Flugschulen, die technische Luftfahrtbehörde („Direzione tecnica dell'aviazione militare“) und die Zentrale Luftfahrtbehörde („Direzione Centrale Aeronautica“). Etwa 130 Piloten und 20 Beobachtungsoffiziere standen zur Verfügung.
Zu dieser Zeit verfügte Frankreich über 600, Russland über 1.000, Deutschland über 500 Flugzeuge und 40 Luftschiffe und hatte dazu soeben seine Fliegertruppe effizient restrukturiert. Die k.u.k. Luftfahrttruppen besaßen 96 Flugzeuge und ein Luftschiff.
Von Frankreich erwarb Italien Lizenzen zum Nachbau von Farman-, Nieuport-, Caudron- und Voisin-Flugzeugen sowie für die Motoren Gnôme und Caonton-Unné. Die Importe von Aviatik- und Albatrosflugzeugen und Maybachmotoren aus Deutschland waren seit Kriegsbeginn blockiert. Die italienische Flugzeugindustrie bestand aus den Fabriken von Macchi, SAML (Società Anonima Meccanica Lombarda), Savoia und SIAI (Società Idrovolanti Alta Italia).
Die Bewaffnung der Flugzeugbesatzung beschränkte sich auf Selbstladepistolen zur Selbstverteidigung bei Notlandungen im Feindgebiet, sowie kleine Bomben und Fliegerpfeile zur Bekämpfung von Bodenzielen.
Am ersten Kriegstag führten bereits Leutnant Gaetano Coniglio mit dem Beobachter Leutnant Andrea De Brani einen ersten Fotoaufklärungseinsatz im Raum Podgora durch, der bereits 1911 als erster Flugzeugbeobachter beim Heeresmanöver teilgenommen hatte. Am gleichen Tag bombardierten österreichische Seeflieger ungehindert Venedig. Weitere Luftangriffe gegen Venedig, Padua und Treviso folgten.
Am 25. Mai 1915 kam es auch zum ersten Kampfeinsatz, als fünf Flugzeuge die Fabriken von Monfalcone bombardierten. Am folgenden Tag führten auch die Luftschiffe ihren ersten Einsatz über die Adria hinweg gegen Sebenico durch, das auch am folgenden Tag erneut von einem Luftschiff angegriffen wurde. Am 8. Juli 1915 wurde die „Citta di Ferrara“ jedoch von einem k.u.k.-Seeflieger abgeschossen, und am 5. August wurde die „Citta di Jesi“ durch die österreichische Flugabwehr vernichtet. Die österreichisch-ungarischen Seeflieger bombardierten zudem die italienischen Luftschiffstationen in Jesi und Ferrara.
Die kriegserfahrenen österreichisch-ungarischen Flieger errangen bald die Luftherrschaft. Zudem stellten die Flugverhältnisse an der Alpenfront mit ihren extremen und unsicheren Wetterverhältnissen hohe Anforderungen für beide Gegner. Nach nur drei Monaten Krieg waren die italienischen Staffeln auf acht zusammengeschmolzen und die Blériot-Flugzeuge nicht mehr im Einsatz.
Im Juni 1915 wurden die bisherigen Flugzeuge allmählich von der Front abgezogen und an die Flugschulen abgegeben; modernere Farmans wurden geliefert, von der SAML (Società Anonima Meccanica Lombarda) nachgebaute deutsche Aviatiks für die Verteidigung von Udine, Verona und Brescia vorgesehen.
Der Ingenieur Gianni Caproni hatte bereits 1913 ein dreimotoriges Großflugzeug entworfen. Am 20. August 1915 bombardierten erstmals Caproni-Bomber einen österreichischen Flugplatz bei Aisovizza. Im November 1915 wurden die ersten vier Squadriglie mit dreimotorigen Caproni Ca.32-Großflugzeugen aufgestellt.
Die Großflugzeuge, mit denen inzwischen sieben Squadriglie ausgerüstet waren, wurden zunächst zur taktischen Luftnahunterstützung eingesetzt, was zu empfindlichen Verlusten führte. Die Ausrüstung mit Motoren von bis zu 450 PS ermöglichte jedoch 1916 die Bombardierung weiter entfernter Ziele, wie der Angriff vom 17. Mai 1916 gegen die k.u.k. Marinebasis in Pola, der bei Nacht durch Luftschiffe fortgesetzt wurde. Neben Pola war das Marinearsenal in Triest ein weiteres wichtiges Bomberziel, auch für die italienischen Luftschiffe. Luftschiffe der 'M'-Klasse trugen bis zu 1.000 kg an Bombenlast.
Die Serie der erfolgreichen Capronibomber

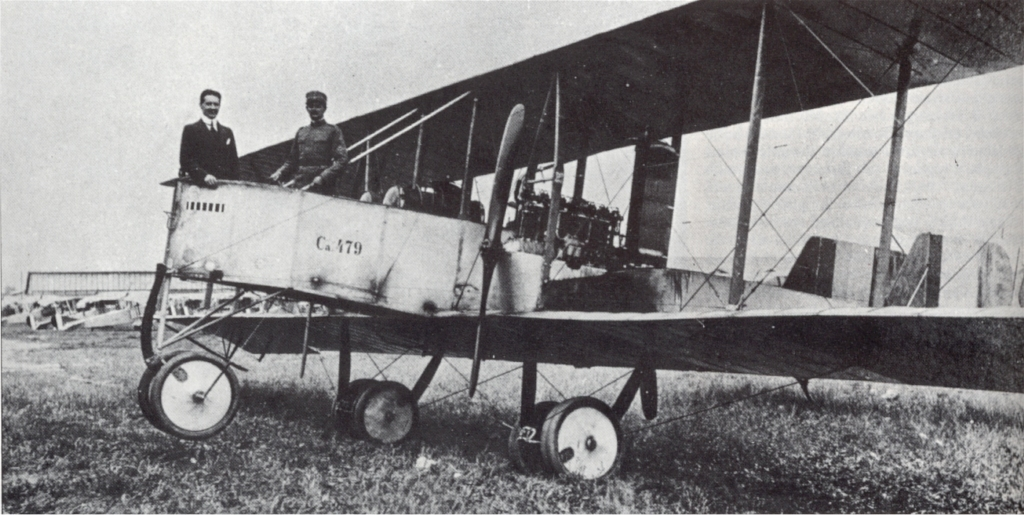
Caproni Ca.32 mit dem Konstrukteur Gianni Caproni an Bord
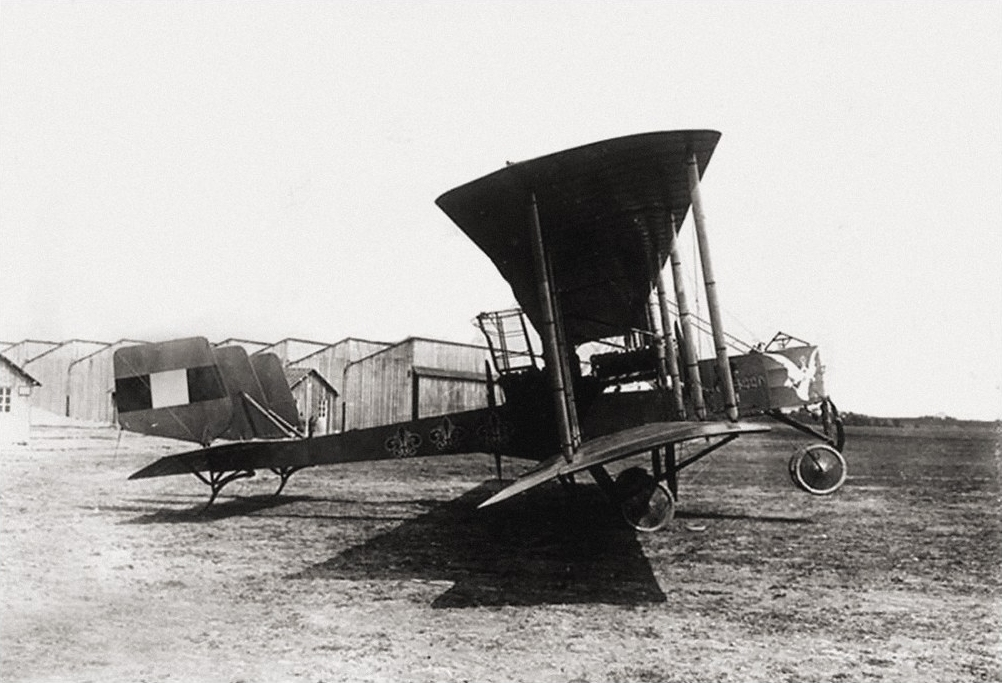
Eine Caproni Ca.33
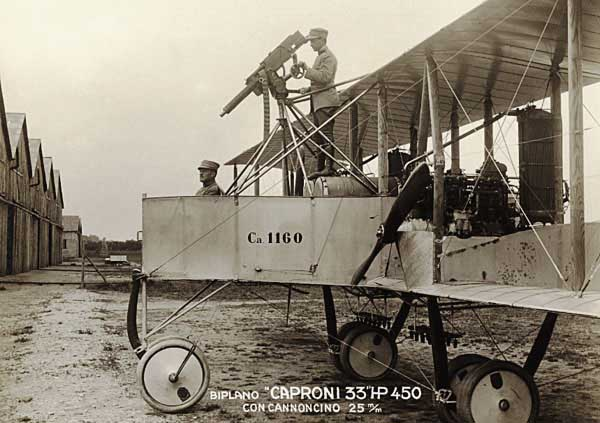
Caproni Ca.33 mit Bordkanone
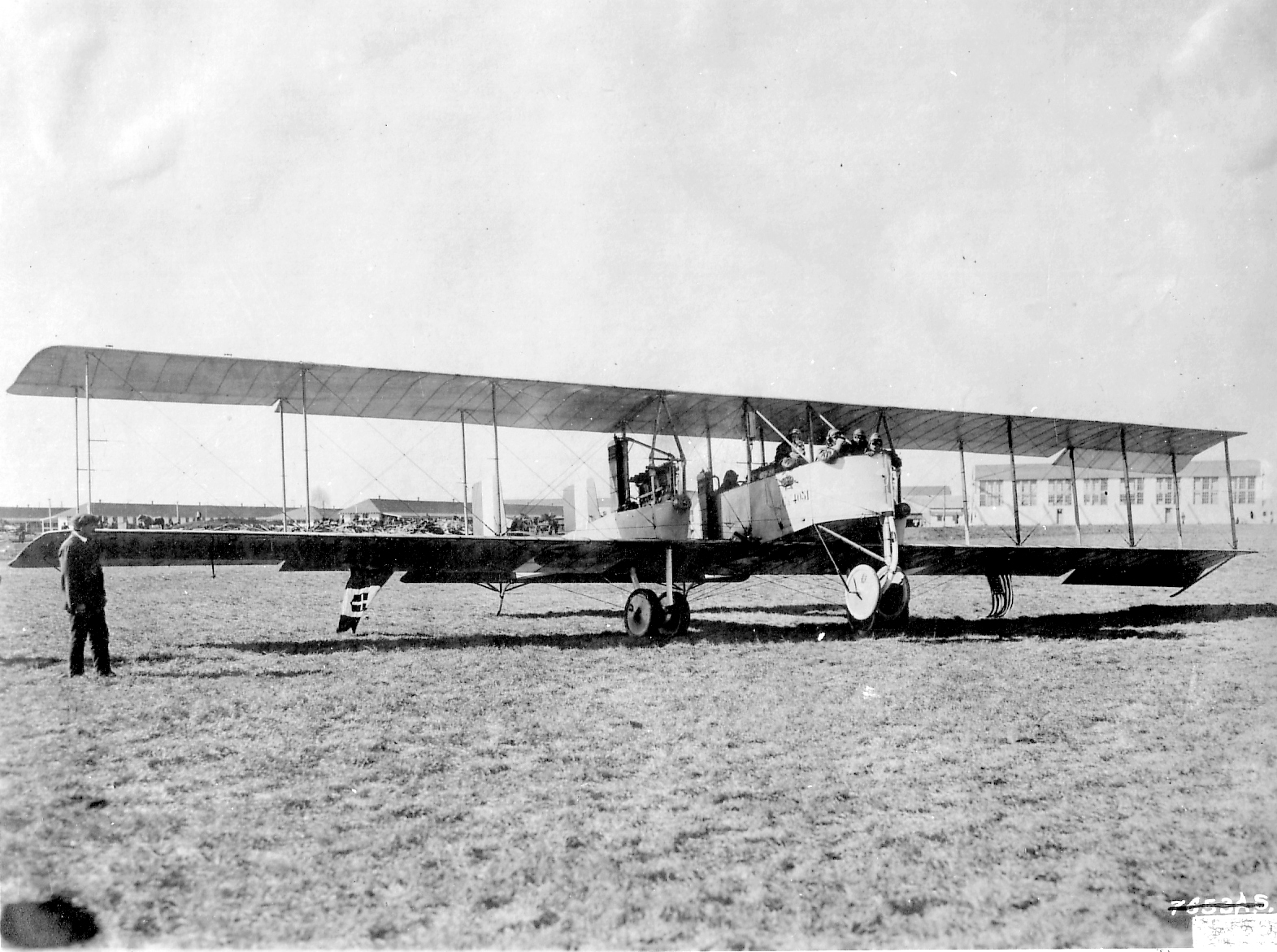
Caproni Ca.36
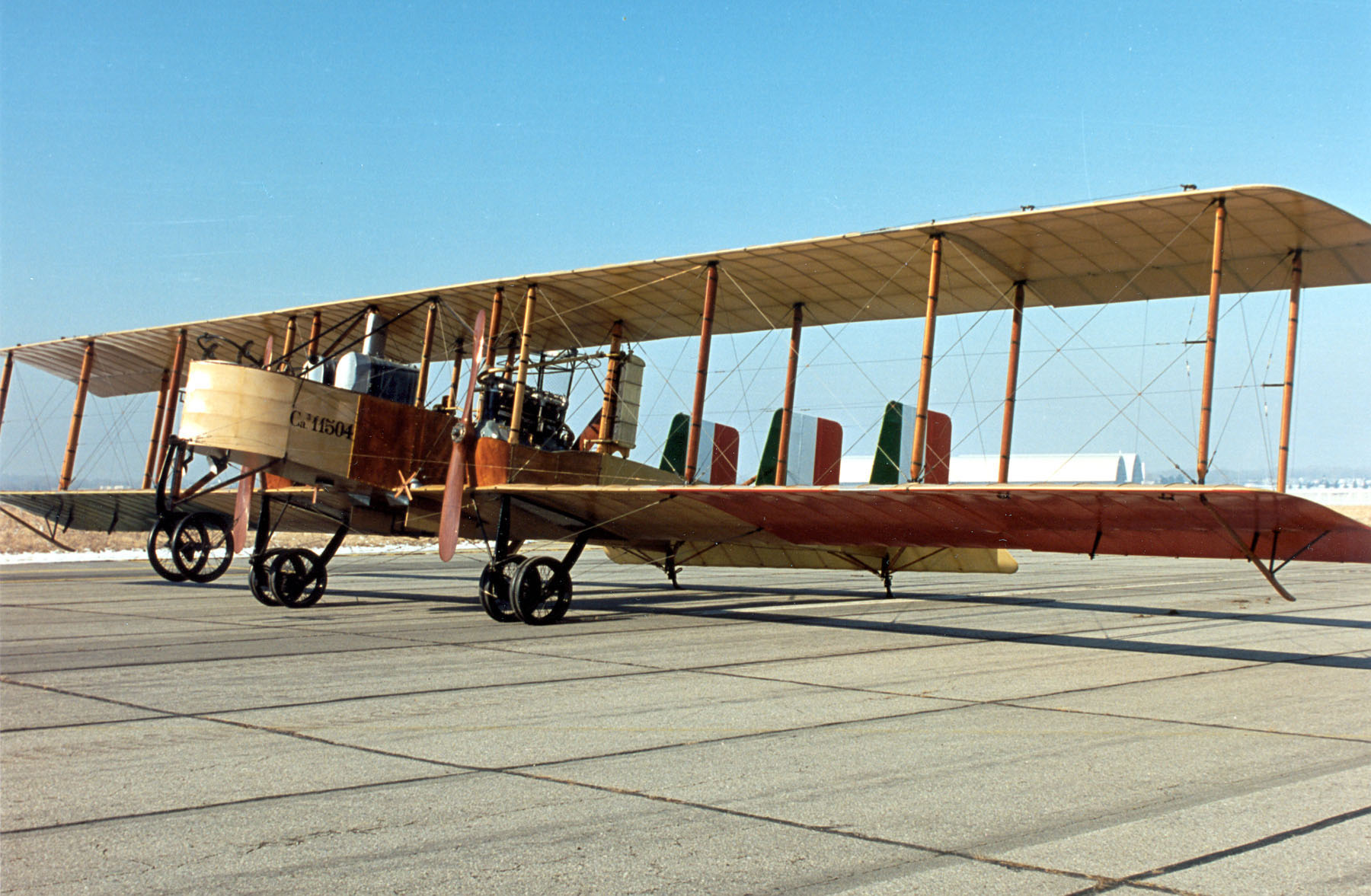
Caproni Ca.36, im Luftwaffenmuseum der USAF
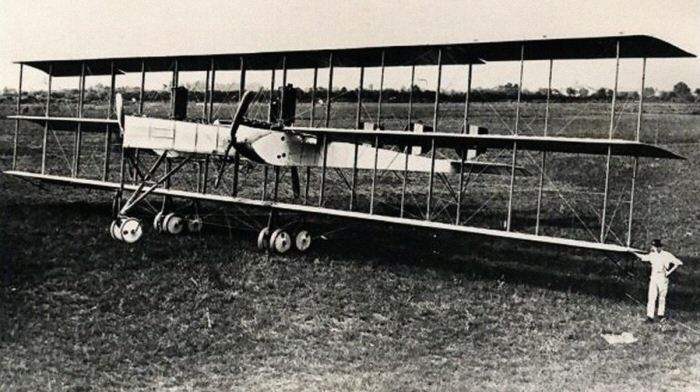
Caproni Ca.40, Prototyp
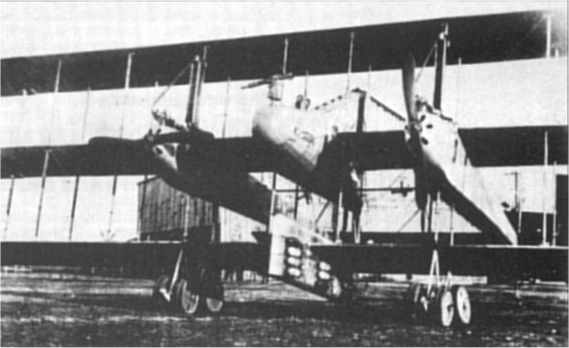
Bombencontainer der Ca.41
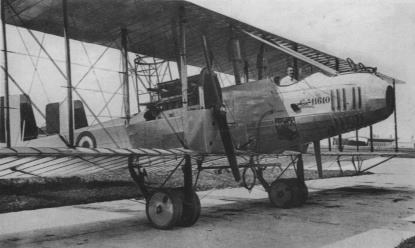
Caproni Ca.50

Doch auch italienische Städte wurden nun zum Ziel des Luftkrieges. Mailand wurde am 14. Februar 1916 von 11 Lloyd und einer Lohner B.VII bombardiert, die aus dem Trentino gestartet waren, worauf im Gegenzug Caproni-Bomber Ljubljana angriffen. La Spezia wurde am 11. Juli 1916 von Joseph Siegel mit einer Brandenburg-Maschine bombardiert, Neapel wurde am 10. März 1916 vom deutschen Zeppelin L 59 (LZ 104) von Bulgarien aus angegriffen, der trotz geringem Sachschaden zahlreiche zivile Opfer forderte. Für den Schutz Neapels wurde daraufhin in Pozzuoli eine Staffel von Wasserflugzeugen, für den Schutz Mailands sogar dreimotorige Caproni-Großflugzeuge abgestellt. Zwei französische Jagdstaffeln mit Nieuport-Jagdflugzeugen und FBA-Flugbooten wurden in Venedig und in Sant'Andrea stationiert. Im September starteten 22 italienische Flugzeuge zum Bombenangriff auf Triest. Insgesamt flog die Bomberflotte im Laufe des Jahres ca. 540 Bombereinsätze.
Mit der Nieuport 11 “Bebè”, die inzwischen in Italien durch Macchi in Lizenz, hergestellt wurde, errang Major Francesco Baracca am 7. April 1916 seinen ersten Luftsieg gegen ein österreichisches Brandenburg-Flugzeug bei Medeuzza. Erste Jagdstaffeln (Squadriglie de Caccia) wurden aufgestellt; der Kavallerieoffizier Francesco Baracca (34 Luftsiege), Silvio Scaroni (26 Luftsiege), P.R. Piccio (24 Luftsiege), Baracchini, Ruffo di Calabria und Ranza waren die führenden Jagdflieger des Corpo Aeronautico Militare.
Bis Ende 1916 hatte die italienische Flugzeugindustrie mit Hilfe des französischen Verbündeten und dank der ausgebauten Kapazitäten 1.255 Flugzeuge und 2.300 Motoren geliefert. 49 Squadriglie operierten an der Front, darunter 13 Bomber-, 22 Aufklärungs- und 9 Jagdstaffeln. Es wurden Fliegerverbände nach Valona in Albanien (8º Gruppo), Sakulevo in Mazedonien (21º Gruppo) und nach Frankreich (18º Gruppo mit drei Staffeln von Caproni-Bombern) verlegt. In Libyen wurden die 104ª und 106ª Squadriglia mit Farmans und die 12ª Suqadriglia mit Capronis zum Schutz der Küstenorte stationiert, in die sich die italienischen Truppen zurückgezogen hatten.
Zur Bekämpfung der U-Boote wurden ständig 20 Flugzeuge und 10 Luftschiffe abgestellt.
Bei der Eröffnung der zehnten Isonzoschlacht am 23. Mai 1917 führte das Oberkommando massive Fliegerkräfte ins Gefecht, zwei Wellen von 64 und 75 Flugzeugen griffen in die Kämpfe ein.
In der Ortigara-Schlacht im Juni 1917 griffen 145 Flugzeuge an, in der elften Isonzoschlacht im Oktober 1917 standen 230 Flugzeuge im Einsatz.
1917 wurden die Squadriglie da bombardamento mit den Caproni-Bombern Ca.3-Ca.5, Ca.36 sowie Ca.42 zu Bomberabteilungen zusammengefasst, der 4°, der 11° und 14° Gruppo mit zwölf Squadriglie unter dem Kommando von Oberstleutnant Egidio Carta, die Oberst Moizo im Oberkommando des Heeres unterstellt wurden. Großen Einfluss auf die Luftstreitkräfte gewann als Luftwaffenstratege General Giulio Douhet, der erstmals die strategischen Wirkungen von Flächenbombardements beschrieb. Die Armeen erhielten eigene Fliegerabteilungen, hinzu kamen die Einheiten, die dem Oberkommando direkt unterstellt waren. Die Zahl der Jagdstaffeln wurde auf 12, später auf 15 erhöht und mit Hanriot HD.1 und SPAD S.VII ausgerüstet. Im Zuge der Ausbildungsunterstützung für den neuen Bündnispartner USA wurden ca. 500 amerikanische Flieger ausgebildet, von denen 75 unter dem Kommando von Captain Fiorello La Guardia, dem späteren Bürgermeister New Yorks, als Bomberpiloten an der italienischen Front kämpften. Bei Angriffen auf Pola, Triest und die Torpedowerke Whitehead in Fiume kamen teilweise Formationen von bis zu 100 Flugzeugen zum Einsatz.
Unter dem Kommando von Oberst Ernesto La Polla wurden später auch Jagdgeschwader gebildet. Bis auf die Ansaldo A.1 Balilla, die allerdings zu spät für den Fronteinsatz kam, verwendete das Corpo Aeronautico nur französische Jagdflugzeuge.
Am 25. Dezember 1917 griffen zwei kanadische Kampfflieger, darunter Captain William George Baker der No. 28 Squadron Royal Flying Corps, vom Flugplatz Istrana bei Treviso den Flugplatz Cervada der deutschen Fliegerabteilung 204 mit Sopwith Camel an, wobei sie vier Flugzeuge beschädigten und alle Zelte zerstörten. Am nächsten Tag gegen 8:30 Uhr schlugen mehrere Doppelsitzer DFW C V der deutschen Fliegerabteilungen 2 und 219 gegen den Flugplatz Istrana zurück, wo sich die 6. und 10. italienische Jagdgruppe (Gruppo Caccia) befanden. Elf italienische Jagdflugzeuge stiegen auf und schossen fünf DFW ohne eigene Verluste ab. Das war der schlimmste Tagesverlust der deutschen Luftstreitkräfte während der 12. Isonzoschlacht, zumal auch ein Bomber AEG G IV verloren ging.
Auch die Flugzeugproduktion war stetig weiter gesteigert worden: 3.861 Flugzeuge und 6.726 Motoren wurden geliefert.
Nach der Niederlage bei Caporetto (Karfreit), der darauffolgenden Verteidigung am Piave bis zu den Gefechten auf dem Montello im Juni 1918 stieg die Zahl der Frontflugzeuge auf 480. Am 14. Oktober 1918 warf ein britischer Bomber eine 750 kg-Bombe auf die zurückweichenden k.u.k.-Truppen. Als am 28. Oktober 1918 in der Schlacht von Vittorio Veneto der Durchbruch gelang, hatte das Corpo Aeronautico längst die Luftherrschaft errungen.
Zwei Jagdstaffeln flogen nun auch die kampfstarken SPAD S.XIII mit Doppel-MGs.
1918 erschien auch das von den Konstrukteuren der Firma Ansaldo, Umberto Savoia und Rodolfo Verduzio gebaute, extrem schnelle S.V.A.-Aufklärungsflugzeug, das auch als Schnellbomber eingesetzt wurde. Am 9. August 1918 starteten unter der Führung von Gabriele D’Annunzio vom Flugplatz San Pelagio bei Padua elf S.V.A. der 87ª Squadriglia „La Serenissima“ zum Flug über Wien. Acht der elf Maschinen überquerten die Alpen entlang der Strecke Udine-Klagenfurt in 3.500 m Höhe. Eine Maschine musste gegen 8:35 Uhr bei Schwarzau am Steinfeld notlanden, es gelang dem Piloten namens Giuseppe Sarti jedoch, vor seiner Gefangennahme die Maschine noch in Brand zu setzen. Sieben Maschinen erreichten gegen 9:30 Uhr Wien, machten Luftbildaufnahmen und warfen aus nur 6–800 m Höhe Propagandaflugblätter ab. Unbeschadet von feindlicher Abwehr landeten die Flugzeuge um 12:36 Uhr wieder in San Pelagio.

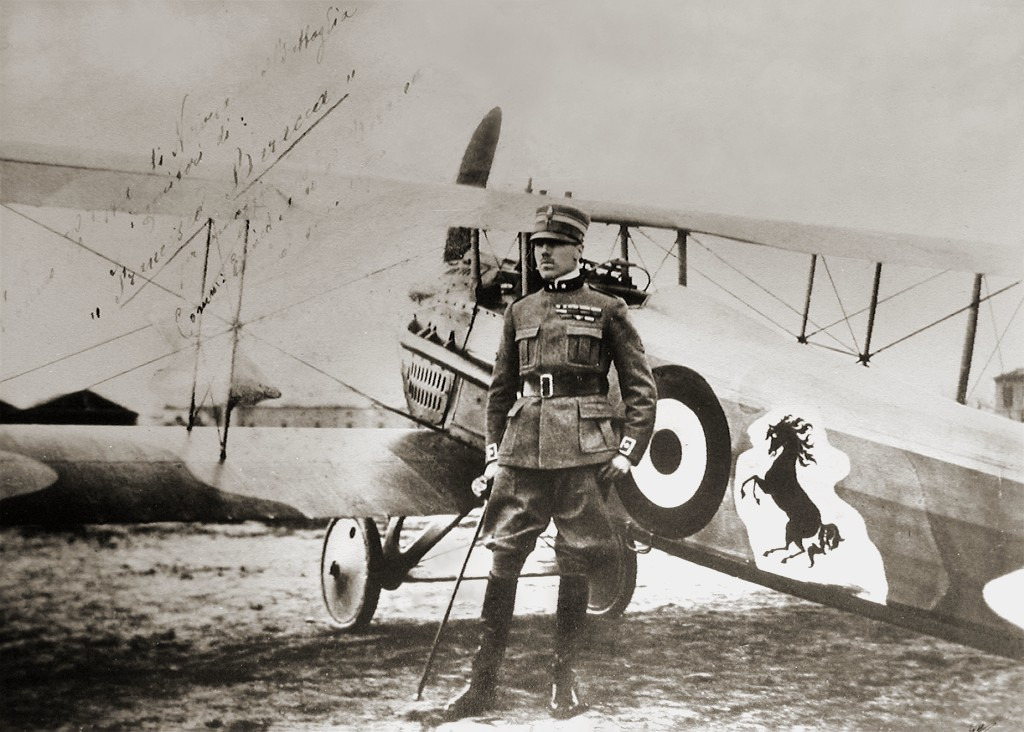
Der erfolgreiche Jagdflieger Francesco Baracca vor seiner SPAD S.XIII
Wappen der 91ª Squadriglia
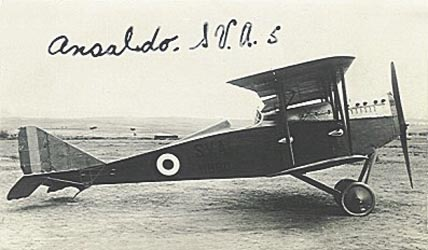
Ansaldo S.V.A.
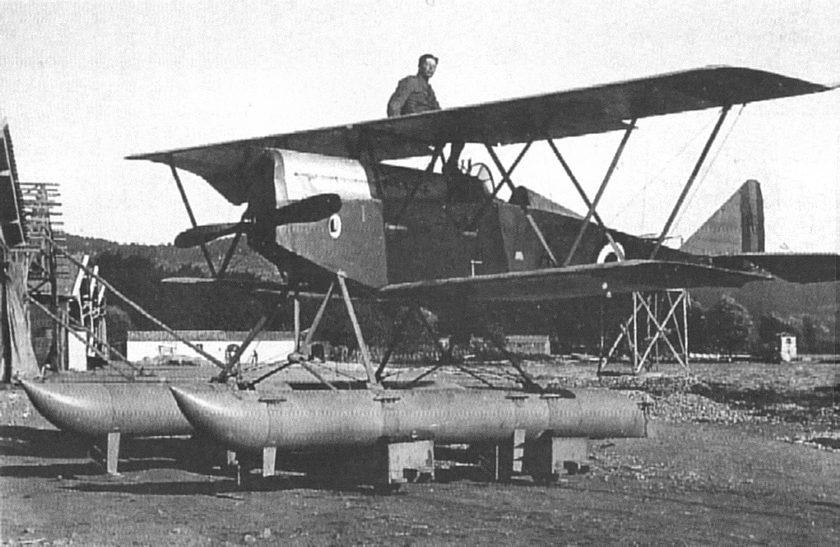
Ansaldo S.V.A. der Regia Marina

Die deutsche Funkstation in Misrata, die die Verbindung zu den U-Booten hielt, wurde im September 1918 von den italienischen Luftstreitkräften zerstört.
Im Oktober 1918 verfügte das Corpo Aeronautico über 58 Langstreckenbomber und 210 Jagdflugzeuge, dazu die Marine über vier Seefliegerstaffeln (Squadriglie della Marina) mit Ca.44-Doppeldeckern (Ca.5) mit 600-PS-Motoren und Ca.40-Dreideckern (Ca.4) mit 1.200 PS, die eine Bombenzuladung von 3.000 kg tragen konnten.
Beim Waffenstillstand am 4. November 1918 war die Fliegertruppe auf 10.348 Mann gewachsen, darunter 5.100 Piloten (davon ca. 500 Amerikaner), 500 Beobachter, 100 Fliegerschützen. 5.000 weitere Spezialisten waren ausgebildet worden. 1.784 Flieger waren gefallen.
Das italienische Heer verfügte über 84 Squadriglie, vier Spezialeinheiten, 31 Flugschulen und fünf Luftschiffe und die Marine über 45 Squadriglie mit 550 Wasserflugzeugen, vier Flugschulen und 15 Luftschiffe. An allen Fronten standen 1.020 Aufklärer, 135 Bomber, 528 Jagdflugzeuge und 26 Luftschiffe; die italienische Luftschiffflotte war damit die zweitstärkste nach der deutschen. Zehn Luftschiffe waren im Einsatz, vier weitere durch Unfälle verloren gegangen.
Insgesamt hatte die italienische Industrie 11.986 Flugzeuge 250 verschiedener Typen, 60 Prallluftschiffe, 23.979 Motoren, 39.783 Propeller, 7.700 MGs, 512.400 Bomben und 10.644 m² Fotoplatten geliefert. Zahlreiche Flugzeugfabriken waren erweitert oder neu errichtet worden:
| Name          | Firmenbezeichnung                                                 | Bemerkung                                                                                       |
| ------------- | ----------------------------------------------------------------- | ----------------------------------------------------------------------------------------------- |
| A.E.R.        |                                                                   | im Wesentlichen Lizenzproduktion von Caudron-Bombern                                            |
| Ansaldo       | Gio. Ansaldo & Co., Borzoli, Genua, Turin                         | SVA-Aufklärer                                                                                   |
| Caproni       | Società die Aviazione Ing. Caproni e Faccanoni, Viccola           | Großflugzeuge (Bomber)                                                                          |
| Gabardini     | Cameri bei Novara (Piemont)                                       | im Wesentlichen Lizenzproduktion, u. a. für Caproni                                             |
| Macchi        | Aeronautica Macchi-Nieuport, Varese                               | Lizenzproduktion von Nieuport- und Hanriot-Flugzeugen sowie Flugbooten                          |
| Pomilio       | Ing. O. Pomilio & Co., Società per Costruzioni Aeronatichi, Turin | Pomilio PC/PD/PE-Zweisitzer                                                                     |
| S.A.M.L.      | Società Anonima Meccanica Lombarda, Mailand                       | Nachbau und Weiterentwicklung der deutschen Aviatik-Zweisitzer                                  |
| Savoia        | Società die volanti Alta Italia „Savoia“, Sesto Calende           | Lizenzproduktion von Farman- und Pomilio-Zweisitzern                                            |
| S.I.A. (Fiat) | Società Italiana Aviazione, Turin                                 | Bomber                                                                                          |
| S.I.A.I.      | Società Idrovolanti Alta Italia, Mailand                          | Lizenzproduktion von Flugbooten der Franco-British Aviation (FBA), 1918 auch Eigenentwicklungen |
| S.I.A.M.      |                                                                   | Bomber/Aufklärer                                                                                |

### Nachkriegszeit
Obwohl die Beteiligung am Ersten Weltkrieg 1918 von den italienischen Streitkräften zu einem erfolgreichen Ende gebracht werden konnte, führte sie in der unmittelbaren Nachkriegszeit in Italien zu schweren sozioökonomischen Verwerfungen und zu erheblicher politischer Instabilität. Die strikte Konsolidierung der Staatsfinanzen machte eine rasche Demobilisierung der Streitkräfte unumgänglich. Bei den Luftstreitkräften von Heer und Marine fiel sie besonders drastisch aus, weil der General- und der Admiralstab kein besonderes Interesse an starken Fliegerkräften hatten, deren mögliche Zusammenfassung zu einer neuen, dritten Teilstreitkraft mit großem Argwohn betrachtet wurde. So veräußerte man zahllose Flugzeuge zu Schleuderpreisen, oft an (ehemalige) Militärpiloten, die sie nunmehr in ihrer Freizeit flogen. Die herausragenden Leistungen einzelner Piloten hielten in den folgenden Jahren den Mythos der Fliegertruppen wach.
1919 gewann Guido Janello mit einer SIAI S.13 in Bournemouth das Schneider-Trophy-Rennen. Da die Jury seinen Sieg wegen Nebels nicht bestätigen konnte, wurde das Rennen schließlich annulliert, dem Herkunftsland des Gewinners jedoch die Austragung des folgenden Wettbewerbs überlassen. Die Schneider-Trophy ging 1920 und 1921 an italienische Piloten. 1922 verhinderte der Brite Biard in Neapel, dass die Trophäe ganz in Italien verblieb, was nach drei Siegen in Folge der Fall gewesen wäre.
1919 entsandte Italien eine Militärmission nach Argentinien. Am 30. Juli gelang Antonio Locatelli mit einer SVA von Buenos Aires aus die Überquerung der Anden in Richtung Chile, am 5. August dann nochmals auf dem Rückweg. Arturo Ferrarin und Guido Masiero flogen 1920 mit zwei SVA und einfachster Ausrüstung von Rom nach Tokio, was dort mehrere Wochen lang gefeiert wurde. 1921 konnte der mittlerweile zum General beförderte Giulio Douhet das Standardwerk Il dominio dell’aria veröffentlichen, in dem er der Luftherrschaft und strategischen Bombardements kriegsentscheidende Bedeutung zumaß. Während es im Ausland viel beachtet und später auch umgesetzt wurde, rief es in Italien noch immer den Widerstand des konservativen Heeres- und Marine-Establishments hervor. Teilweise stellte man die taktische Luftnahunterstützung als entscheidend in den Vordergrund, die im Gegensatz zu strategischen Flächenbombardements weniger auf die Gründung einer neuen Teilstreitkraft hindeutete. Die widerstrebenden Interessen und Ideen verhinderten die Ausgestaltung klarer Einsatzgrundsätze, nicht aber die letztlich unausweichliche Aufstellung einer Luftwaffe.

## Regia Aeronautica

### Aufbau der Teilstreitkraft

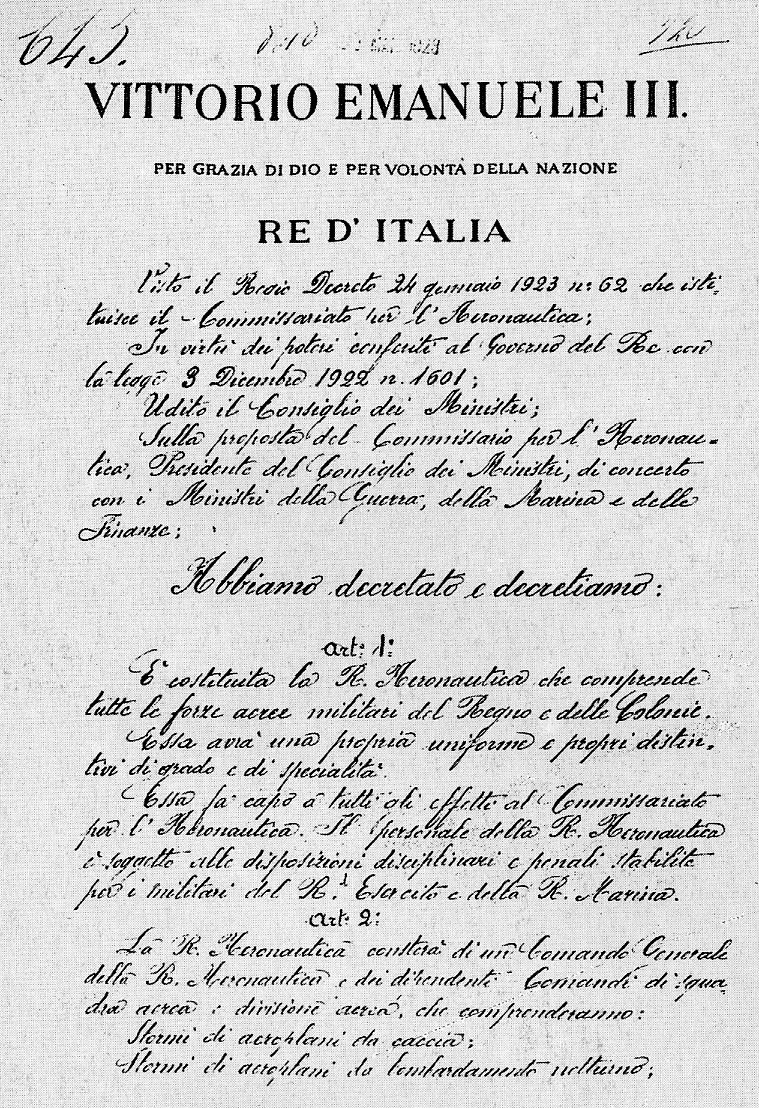
Königliches Dekret über die Aufstellung der R. Aeronautica (unter Art. 1)

Den entscheidenden Impuls gab Benito Mussolinis erste Regierung, nicht in erster Linie aus militärischer Überzeugung, sondern in der Absicht, eine besonders regimetreue neue Teilstreitkraft aufzubauen und damit einen Keil zwischen Heer und Marine zu treiben, die als besonders monarchistisch galten. Auch ließen sich individuelle Leistungen der Piloten in der späten Pionierzeit noch gut propagandistisch im Sinn des Faschismus verwerten. Deshalb standen die Teilnahme an internationalen Wettbewerben und Flugschauen sowie das Aufstellen von fliegerischen Rekorden lange Zeit im Vordergrund; militärische Erfordernisse blieben nachrangig.

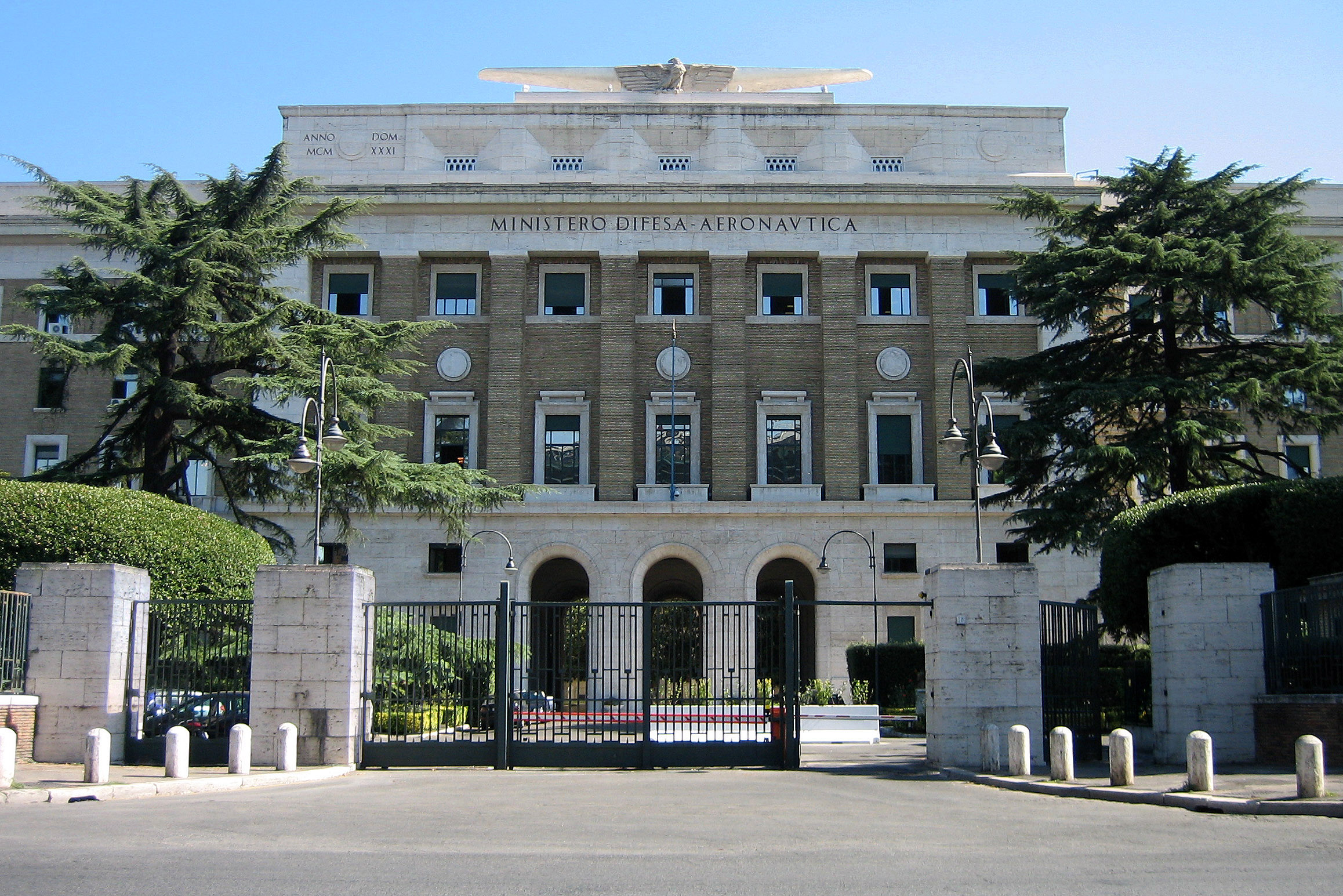
Das bis 1931 errichtete Luftfahrtministerium in Rom, heute als Palazzo Aeronautica Sitz des Luftwaffen-Generalstabs

Mussolini richtete am 24. Januar 1923, knapp drei Monate nach seiner Machtergreifung, ein Luftfahrtkommissariat ein. Am 28. März 1923 erfolgte die offizielle Gründung der Regia Aeronautica. Anlässlich des fünften Jahrestages des Kriegsendes erhielt der erste „Generalkommandant“ der Regia Aeronautica, Pier Ruggero Piccio, am 4. November 1923 die Truppenfahne der neuen Teilstreitkraft. Am 30. August 1925 wurde aus dem Luftfahrtkommissariat ein eigenes Ministerium, die Aufwertung des Generalkommandanten zum Generalstabschef der Luftwaffe folgte wenige Monate später. Der Haushalt der neuen Teilstreitkraft entsprach der Hälfte des Marinebudgets und einem Viertel des Heeresbudgets.
Die übereigneten Flugzeuge und Einrichtungen der Heeres- und Marineflieger bildeten die Grundlage für den Aufbau fliegender Einheiten und Verbände, wobei die noch nachwirkende kriegsbedingte Konzentration im Nordosten Italiens nicht förderlich war. In allen anderen Bereichen, von der Ausbildung bis zur Verwaltung und zur Logistik, von den Dienstvorschriften bis zu Uniformen und Dienstgraden, musste die neue Teilstreitkraft völlig neu errichtet werden. Die neue Luftwaffenakademie brachte man bis 1926 bei der Marineakademie in Livorno unter, weil man von deren soliden Ausbildungsgängen und von den technischen Ähnlichkeiten zwischen See- und Luftfahrt überzeugt war. Die Offizierausbildung dauerte von Anfang an drei Jahre. Das erste Ausbildungsjahr absolvierten die Offizieranwärter auf Probe, zwischen dem zweiten und dritten Jahr begann dann eine sehr begrenzte fliegerische Ausbildung, die erst nach Abschluss der Akademie an verschiedenen Flugschulen wirklich in Gang kam. Bei der Suche nach einem definitiven Standort für die Luftwaffenakademie spielten gute Wetterbedingungen sowie die Nähe zu einem Flugplatz und zu einer Universität eine entscheidende Rolle. Die Wahl fiel auf den Flugplatz Neapel-Capodichino, wohl auch aus politischen Gründen, weil die Akademien von Heer und Marine im Norden des Landes lagen und ein gewisser Proporz einzuhalten war. Das in Capodichino errichtete Gebäude erwies sich als ungeeignet und wurde zu einer technischen Schule umfunktioniert. Der erhöhte Platzbedarf veranlasste zum Umzug in das Schloss von Caserta, das funktional nicht besser war. Dozenten der Universität und des Polytechnikums Neapel übernahmen in Caserta verschiedene Lehraufträge, der Flugplatz im benachbarten Capua diente der fliegerischen Ausbildung.
Bis 1925 hatte die Regia Aeronautica 26 fliegende Gruppen mit 78 Staffeln aufgestellt, hinzu kamen 19 Gruppen mit 57 Staffeln zur Unterstützung des Heeres sowie elf Gruppen mit 35 Staffeln zur Unterstützung der Marine. Zwölf in Libyen stationierte Staffeln waren separat organisiert. Italienische Staffeln (Squadriglie) hatten in der Regel sechs bis zwölf Flugzeuge. Die Verbände zur Unterstützung von Heer und Marine bildeten eigene „Hilfsfliegertruppen“ (Aviazione Ausiliaria per l’Esercito/per la Marina), die integraler Bestandteil der Luftwaffe waren, operativ jedoch Kommandos der beiden anderen Teilstreitkräfte zugeteilt wurden. Heer und Marine durften bis 1931 noch in sehr begrenztem Maß eigene spezialisierte Fliegertruppen unterhalten, dann wurden sie Luftwaffengeneralen unterstellt und ab 1937 ganz in die Regia Aeronautica integriert.

### Rekorde und Trophäen
Die Schneider-Trophy hatte auch für den neuen faschistischen Luftfahrt-Staatssekretär Italo Balbo höchste Priorität. Nachdem es dem Testpiloten Mario de Bernardi 1926 im amerikanischen Hampton Roads mit einer extra für das Rennen gebauten Macchi M.39 gelungen war, zu gewinnen und den Wettkampf damit wieder nach Italien zu holen, musste man sich 1927 in Venedig wiederum einem Briten geschlagen geben. De Bernardi schied wegen eines Motorschadens aus, stellte aber mit 479,29 km/h erneut einen Geschwindigkeitsrekord auf. 1929 erreichte er mit einer M.52R sogar über 500 km/h. Der in der Folge alle zwei Jahre ausgetragene Wettbewerb fand noch zwei Mal in Großbritannien statt, wo die Trophäe 1931 mangels internationaler Teilnehmer permanent blieb.
1928 begann man mit dem systematischen Ausbau des Flugversuchszentrums auf dem Militärflugplatz Montecelio bei Rom, um den dann ab 1935 im faschistischen Stil die so genannte „Luftfahrtstadt“ Guidonia Montecelio gebaut wurde. Etliche technische Neuerungen und fliegerische Rekorde der italienischen Luftfahrt beruhten auf den hier erbrachten Leistungen von Forschern wie Alessandro Guidoni, Gaetano Arturo Crocco, Luigi Broglio und Antonio Ferri. Hinzu kam die so genannte „Hochgeschwindigkeitsschule“ in Desenzano del Garda, wo insbesondere Wasserflugzeuge Rekordgeschwindigkeiten erreichten, ohne dass beispielsweise die technischen Fortschritte in der Triebwerksentwicklung in konkrete militärische Projekte eingeflossen wären. Am 23. Oktober 1934 erreichte Francesco Agello mit einer Macchi MC.72 über dem Gardasee 709,2 km/h. Dieser Geschwindigkeitsrekord in der Klasse kolbenmotorgetriebener Wasserflugzeuge ist bis heute ungebrochen. Auf diese Weise befriedigt schloss man die Schule in Desenzano einige Jahre später.

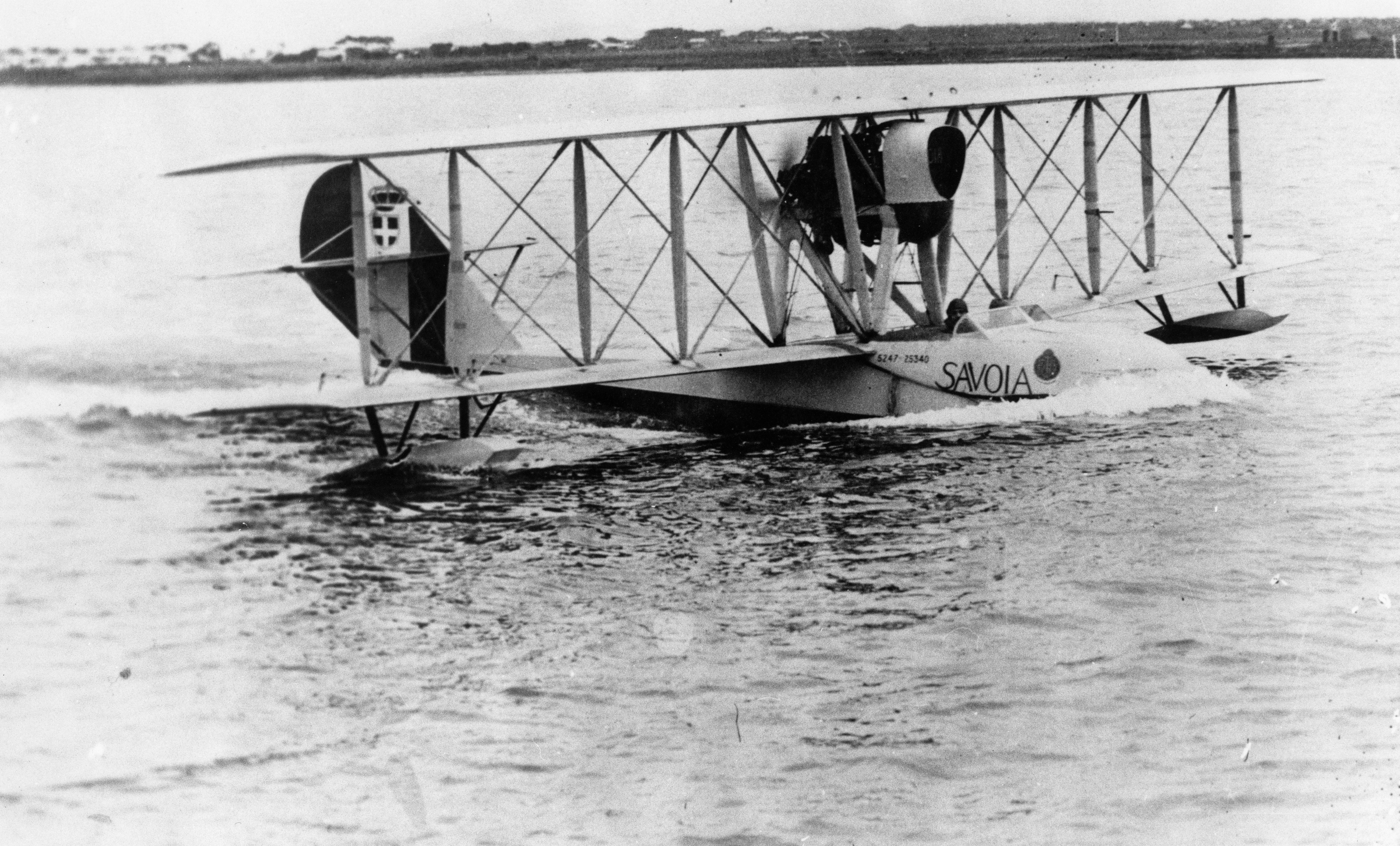
De Pinedo und Campanelli im August 1925 in Brisbane, Australien

Auch im Bereich der Langstreckenflüge leisteten Piloten der neuen Regia Aeronautica außergewöhnliches. 1925 flog Francesco De Pinedo mit Ernesto Campanelli auf einer SIAI S.16 von Sesto Calende nach Melbourne und dann über Tokio wieder zurück nach Italien. Ein weiterer Rekordflug folgte 1927 auf einer Savoia-Marchetti S.55 von Cagliari-Elmas nach Rio de Janeiro und Buenos Aires, von dort über das Amazonasbecken und die Karibik nach New York und von dort über Neufundland und Lissabon zurück nach Italien. 1928 stellte Arturo Ferrarin mit Carlo Del Prete einen Geschwindigkeitsrekord und einen weiteren Rekord für Nonstopflüge auf, die 1929 von zwei anderen italienischen Piloten, Maddalena und Cecconi, noch übertroffen wurden. 1934 erreichte Renato Donati mit einer modifizierten Caproni Ca.113 14.433 Meter und damit einen neuen Höhenrekord. Außergewöhnlich war auch der erste Nordpolflug von Oberst Umberto Nobile, der mit dem Luftschiff Norge am 10. April 1926 in Rom-Ciampino startete und am 14. Mai in Teller bei Nome in Alaska landete. 1928 endete sein zweites Nordpolunternehmen auf dem Rückflug mit einem Unglück. Nobile fiel in Ungnade und die Luftschiffe hatten bei der technischen Weiterentwicklung das Nachsehen.
Langsam begann sich die Einsicht durchzusetzen, dass diese und andere individuelle Höchstleistungen keine besonderen Auswirkungen auf den Ausbildungsstand und die Einsatzbereitschaft der Kampfverbände hatten. Der Luftfahrtminister Italo Balbo versuchte dem durch die Organisation von Formations-Langstreckenflügen entgegenzuwirken, an denen normale Einsatzverbände teilzunehmen hatten. Der erste Flug dieser Art fand 1928 über dem westlichen Mittelmeer statt, im folgenden Jahr dann im östlichen Mittelmeerraum. In Orbetello richtete Balbo hierfür eine eigene Ausbildungsstätte ein, von wo aus Ende 1930 insgesamt 14 S-55A zu einem Formationsflug nach Rio de Janeiro starteten. 1933 überquerte Balbo mit 24 S-55X den Atlantik und wurde dafür in New York und Chicago mehr als gebührend gefeiert. In Italien erhielt er den neuen Titel eines Luftmarschalls, was ein einmaliger Vorgang blieb. Tatsächlich wurde Balbos persönlicher Erfolg dem Diktator Mussolini so gefährlich, dass er seinen Luftfahrtminister im folgenden Jahr als Generalgouverneur nach Libyen abschob.

### Kriege in Afrika und Spanien
Während des Ersten Weltkriegs war Italien gezwungen, seine Bodentruppen aus Libyen weitgehend abzuziehen und sich dort auf die Kontrolle der wichtigsten Küstenorte zu beschränken. In der von politischer Instabilität geprägten Krisenzeit zwischen 1919 und 1922 handelten die verschiedenen italienischen Regierungen mit den libyschen Stammesführern eine Kompromisslösung aus, nach der dem nordafrikanischen Land weitgehende innere Autonomie zugestanden wurde und die örtlichen Machthaber (Sanūsīya) im Gegenzug die formale Oberhoheit des Königs von Italien anerkannten. Im benachbarten Ägypten verfolgte Großbritannien einen ähnlichen Ansatz, der sich dort schließlich auch durchsetzte.
Im Gegensatz dazu beharrten die am 30. Oktober 1922 an die Macht gekommenen Faschisten auf eine tatsächliche politisch-militärische Unterwerfung Libyens und auf dessen Kolonialisierung, obwohl das zehn Jahre zuvor besetzte Gebiet (nach damaligem Kenntnisstand) außer Wüstensand praktisch nichts zu bieten hatte. Der faschistische Machtanspruch bewirkte einen über zehn Jahre andauernden Kolonialkrieg, der nach der Hinrichtung von Omar Mukhtar erst mit der Besetzung der Kufra-Oasen im Südosten des Landes abgeschlossen werden konnte. Während des Krieges verübten italienische Soldaten und Einheiten verschiedene Kriegsverbrechen, vor allem auch aus der Luft. Die Regia Aeronautica beteiligte sich an diesem Kolonialkrieg seit ihrer Gründung im Frühjahr 1923, insbesondere mit Jagdbombern und Bombern sowie mit Aufklärungs-, Transport- und Verbindungsflugzeugen. Zunächst kamen noch Flugzeuge aus der Weltkriegszeit zum Einsatz, später dann Ro.1, Ca.73 und Ca.101. Moderne Jagdflugzeuge blieben mangels gleichwertigem Gegner in Italien. In den fliegerisch oft nicht einfachen Wüstengebieten übernahmen die verschiedenen Staffeln bei zahlreichen Langstreckeneinsätzen die unterschiedlichsten Aufgaben, bei denen Improvisationsgabe und Einfallsreichtum gefragt waren. Diese Operationen verbrauchten erhebliche Ressourcen (Geld, Kraftstoff usw.) bei zweifelhaftem politischem und ökonomischem Nutzen.

Tragflächenkokarde (1935–1943)

Faschistische Großmacht- und Revanchesucht waren dann im Oktober 1935 wiederum der Grund für die Unterwerfung Äthiopiens, das sich 1896 erfolgreich gegen einen ersten italienischen Kolonialisierungsversuch verteidigt hatte. Italien brachte in diesem zweiten Krieg die größte Kolonialstreitmacht der Geschichte zum Einsatz. Über 300.000 Soldaten wurden aus dem Mutterland nach Ostafrika entsandt, hinzu kamen Kolonialtruppen aus Eritrea und Somalia. In diesen beiden Ländern, von wo aus Äthiopien in einer großen Zangenbewegung angegriffen wurde, legte die Regia Aeronautica für die Bereitstellung und die ersten Operationen nicht weniger als 83 neue Flugplätze an: 29 in Eritrea und 54 in Somalia.
In verschiedener Hinsicht ähnelte der Kriegsschauplatz dem Umfeld in Libyen. In der Luft fehlte ein gleichwertiger Gegner, andererseits machte neben der territorialen Ausdehnung der am Boden besser organisierte Gegner und die Entfernung zum Mutterland einen weit größeren operativen und logistischen Aufwand notwendig. Die Regia Aeronautica beteiligte sich in Äthiopien sowohl während des sieben Monate andauernden Krieges, als auch bei der nachfolgenden jahrelangen Aufstandsbekämpfung wiederum an Kriegsverbrechen. Es wurden entgegen dem Genfer Protokoll auch chemische Waffen eingesetzt und Ortschaften und Menschenansammlungen willkürlich aus der Luft angegriffen. Der Befehl hierzu kam von Mussolini selbst. Im Dezember 1935 musste der italienische Militärpilot Tito Minniti mit seiner Ro.1 in feindlich kontrolliertem Gebiet notlanden. Nach seiner Gefangennahme wurde er mehrere Stunden gefoltert, entmannt und geköpft. Dieser Fall und einige andere lösten in Italien einen Sturm der Entrüstung aus. Nach Ansicht der Regierung in Rom und der militärischen Führer vor Ort hatte Äthiopien wegen dieser verbrecherischen Einzelfälle das Recht auf eine Einhaltung des Kriegsvölkerrechts verwirkt. Die Regia Aeronautica setzte in Äthiopien zunächst Flugzeuge der Typen Ro.1, Ca.97, Ca.101 und CR.20 ein, dann Ro.37 und Ca.111 zur Aufklärung und Ca.133 und SM.81 für Angriffe auf Bodenziele.
Nur zwei Monate nach der Eroberung von Addis Abeba stellte Italien der Spanischen Fremdenlegion erste Kampfflugzeuge und Besatzungen zur Unterstützung Francos und seiner aufständischen Nationalisten zur Verfügung. Dieser Militärintervention lag unter anderem die Absicht zu Grunde, ein gleichgesinntes politisches System in Spanien zu installieren und damit dem britisch-französischen Machtanspruch im Mittelmeerraum entgegenzuwirken. In den 32 Monaten der italienischen Beteiligung am Spanischen Bürgerkrieg entsandte die Regia Aeronautica über 700 Flugzeuge nach Spanien, die dort unter der Bezeichnung Aviazione Legionaria operierten. SM.81, SM.79 und BR.20 wurden als Bomber eingesetzt, Ro.41, CR.32 und einige G.50 als Jäger, Ba.65 als Jagdbomber und Ro.37 als Aufklärer, hinzu kamen einige Wasserflugzeuge vom Typ Z.506. Sie flogen insgesamt über 8.500 Kampfeinsätze, die einerseits bis zu einem gewissen Grad den Ausbildungsstand der Besatzungen verbesserten, andererseits aber die Illusion verstärkten, Italien habe weiterhin mit die stärksten Luftstreitkräfte überhaupt. Tatsächlich unterschätzte man die technischen und taktischen Weiterentwicklungen in anderen Staaten, die ihre Kräfte nicht in Kolonial- und Bürgerkriegen verbrauchten, sondern sie im Gegensatz zu Italien auch mit zusätzlichen finanziellen Ressourcen im Stillen verstärkten.
Knapp drei Monate nach dem Ende des Krieges in Spanien befahl die Regierung in Rom am 7. April 1939 die Besetzung Albaniens. Nicht wenige bewerteten dies sofort als sinnfreie Aktion, da das Land seit 1927 de facto ein Protektorat Italiens war. Mussolini beabsichtigte damit, das politische und ökonomische Vordringen des Deutschen Reiches in den Balkanraum symbolisch einzudämmen, den er als italienisches Einflussgebiet betrachtete. Die Regia Aeronautica setzte bei dem kurzen Feldzug 261 Flugzeuge ein, die insgesamt 1.800 Stunden flogen. Unter anderem wurde das 3. Grenadierregiment des Heeres von Grottaglie aus nach Albanien geflogen.
In diesen Kriegsjahren vor dem Zweiten Weltkrieg nahm die italienische Luftwaffe weiterhin an internationalen Wettbewerben teil und stellte Rekorde auf. 1937 gewann man das Rennen Istres-Damaskus-Paris. Im selben Jahr stellte Oberst Mario Pezzi vom Flugversuchszentrum in Guidonia auf einer modifizierten Ca.161 mit 17.083 Metern den noch heute ungebrochenen Höhenrekord für Flugzeuge mit Kolbenmotoren auf. Im Sommer 1939 hielt Italien von den 84 von der Fédération Aéronautique Internationale anerkannten Rekorden 33, Deutschland 15, Frankreich zwölf, die USA elf, die Sowjetunion sieben, Japan drei, Großbritannien zwei und die Tschechoslowakei einen.

### Zweiter Weltkrieg

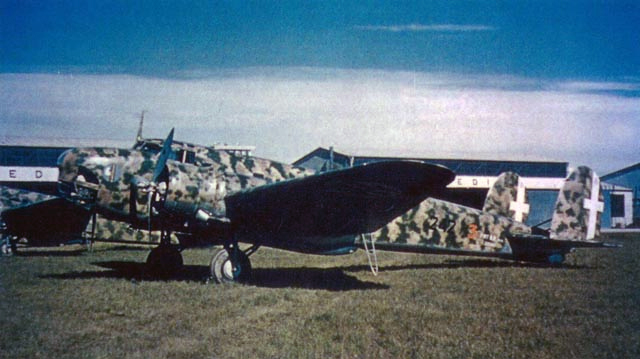
BR.20M der 242ª Squadriglia, 99º Gruppo, 43º Stormo im Jahr 1940

Italien war 1939 auf einen Weltkrieg weder militärisch noch industriell vorbereitet. Den deutschen Verbündeten hatte man im Vorfeld wissen lassen, dass ein Kriegseintritt aus diesen Gründen vor 1942 nicht in Frage käme. Die mangelnde Konsultation Italiens beim einseitigen deutschen Vorgehen löste in Rom Verbitterung aus, und insbesondere bei Mussolini den Wunsch, in ähnlicher Weise zu verfahren. Die anfängliche Zurückhaltung gab er im Juni 1940 während der sich abzeichnenden Niederlage Frankreichs auf, in der Befürchtung, Italien werde bei der Beuteverteilung zu spät kommen. Vorsichtige politische Kritik an ehrlosem Verhalten und die deutlichen Warnungen der militärische Führung ignorierte Mussolini. Auch die ablehnende Haltung der meisten Italiener und auch der meisten Soldaten spielte keine Rolle, weil der Diktator seiner Meinung nach nur einige tausend Tote brauchte, um an den erwarteten Friedensverhandlungen teilnehmen zu können.
Die tatsächliche untergründige Stimmung bei zahlreichen italienischen Offizieren fasste Mussolinis ehemaliger Luftfahrtminister, Luftmarschall Italo Balbo in Worte. Er sprach sich vehement gegen einen Kriegseintritt an der Seite Hitler-Deutschlands aus und forderte sogar die Unterstützung Frankreichs und Großbritanniens. In Libyen, wohin Mussolini seinen politischen Widersacher verbannt hatte, kam Balbo kurz darauf ums Leben, als er bei einem Flug über Tobruk angeblich versehentlich von der italienischen Flugabwehr abgeschossen wurde.
Mussolini führte seit 1933 die drei Ministerien für Krieg, Marine und Luftfahrt persönlich. Zu der politischen Verantwortung für die verschiedenen Kriegseinsätze kam damit auch die unmittelbare politische Verantwortung für die konzeptionelle Ausrichtung, die Ausrüstung und die Einsatzbereitschaft der Streitkräfte hinzu. Dem für Rüstungsangelegenheiten zuständigen General Carlo Favagrossa zufolge lag die militärische Einsatzfähigkeit der italienischen Streitkräfte im Jahr 1940 bei höchstens 40 Prozent, worüber Mussolini und König Viktor Emanuel III. informiert waren. Letzterer war nomineller Oberbefehlshaber der Streitkräfte und in diesem Zusammenhang seit der Abschaffung der Demokratie die letzte wirksame Kontrollinstanz. In der Annahme, er werde sich mit seiner Skepsis wie schon bei den vorigen Feldzügen täuschen, ließ der König Mussolinis Kriegserklärung am 10. Juni 1940 zu.
Die rund 120.000 Mann starke Regia Aeronautica zog mit fünf Fliegerkorps (squadre aeree) in den Krieg. Ihnen unterstanden über verschiedene Divisions- oder Brigadekommandos insgesamt sechs Jagdgeschwader auf CR.32, CR.42, G.50 und MC.200, 23 Bombergeschwader auf BR.20, Z.1007, SM.79 und SM.81, zwei maritime Bombergeschwader auf Z.506, zwei Kampfgeschwader auf Ca.310 und Ba.88, 37 fliegende Einheiten zur Unterstützung des Heeres, 20 zur Unterstützung der Marine sowie weitere Einheiten in den Kolonien. Einschließlich der Schul- und Verbindungsflugzeuge hatte die Regia Aeronautica zwischen den Alpen und dem Äquator über 5.000 Flugzeuge, davon rund 3.600 Kampfflugzeuge, von denen etwa die Hälfte einsatzbereit waren. Kennzeichnend für diese Flugzeuge waren ihre schweren Sternmotoren und ihre unzureichende Bewaffnung. Bei vielen Modellen handelte es sich noch um Holzkonstruktionen.

Großverbände und Stützpunkte der Regia Aeronautica. Die 5ª Squadra aerea befand sich von 1940 bis 1943 in Nordafrika.

Unter diesen Bedingungen flogen die Piloten der Regia Aeronautica ihre ersten Kampfeinsätze. Am 13. Juni 1940 bombardierten BR.20 des 13. Geschwaders den französischen Militärhafen Toulon. Die sie begleitenden CR.42-Doppeldecker nahmen den Kampf mit wesentlich moderneren und besser bewaffneten Dewoitine D.520 auf. Als der Feldzug zehn Tage später endete, hatte die Regia Aeronautica zehn Flugzeuge und 24 Mann verloren.
Ein wenig bekanntes Ereignis des Krieges war die im Juli 1940 beginnende Bombardierung von Städten des britischen Mandatsgebiets Palästina durch italienische und deutsche Flugzeuge. Die Bombardierung von Tel Aviv am 10. September 1940 tötete 137 Menschen. Mitte Oktober bombardierten die Italiener auch von Amerikanern betriebene Ölraffinerien im britischen Protektorat Bahrain.
Trotz des in Nordafrika beginnenden Feldzuges gegen die Briten beließ man auf Anordnung Mussolinis, der den Deutschen misstraute, neben den wenigen motorisierten und gepanzerten italienischen Heeresverbänden auch die besten fliegenden Einheiten bis April 1941 in Norditalien. Erst mit dem Eintreffen von Erwin Rommels Verbänden und des X. Fliegerkorps der deutschen Luftwaffe, die einen weiteren Vormarsch der Briten verhinderten, entsandte auch Italien moderneres Gerät nach Nordafrika, darunter die MC.200 und einige Monate später auch die verbesserte Macchi MC.202. Die CR.42-Doppeldecker, die bis April 1941 manchmal mit bemerkenswertem Erfolg gegen britische Hawker Hurricanes gekämpft hatten, wurden in der Folge mit 50- und 100-Kilogramm-Bomben zur Luftnahunterstützung eingesetzt.
Der erwähnten Prestigesucht Mussolinis lag auch die Entsendung eines italienischen Luftwaffenverbandes nach Belgien zu Grunde. Von dort aus operierten ab Oktober 1940 zwei Bombergeschwader auf BR.20, ein Jagdgeschwader auf CR.42 und G.50 sowie eine Aufklärungsstaffel auf Z.1007 unter General Rino Corso Fougier mit sehr begrenztem Erfolg gegen Großbritannien. Die hierfür grundlegende Blindflugschule hatte man kurz vor Kriegsbeginn geschlossen. Es mangelte auch an Flugfunkgeräten.
Das in Belgien stationierte Corpo Aereo Italiano wurde Anfang 1941 aufgelöst und viele seiner Piloten nach Ostafrika versetzt, wo man mit veralteten Flugzeugen in einen isolierten Kampf gegen die Übermacht der Commonwealth-Truppen ging. Insgesamt schossen italienische Piloten hier bis Oktober 140 feindliche Flugzeuge ab und zerstörten weitere 80 am Boden. Zu den bekanntesten Piloten, die hier fielen, zählte Mario Visintini.

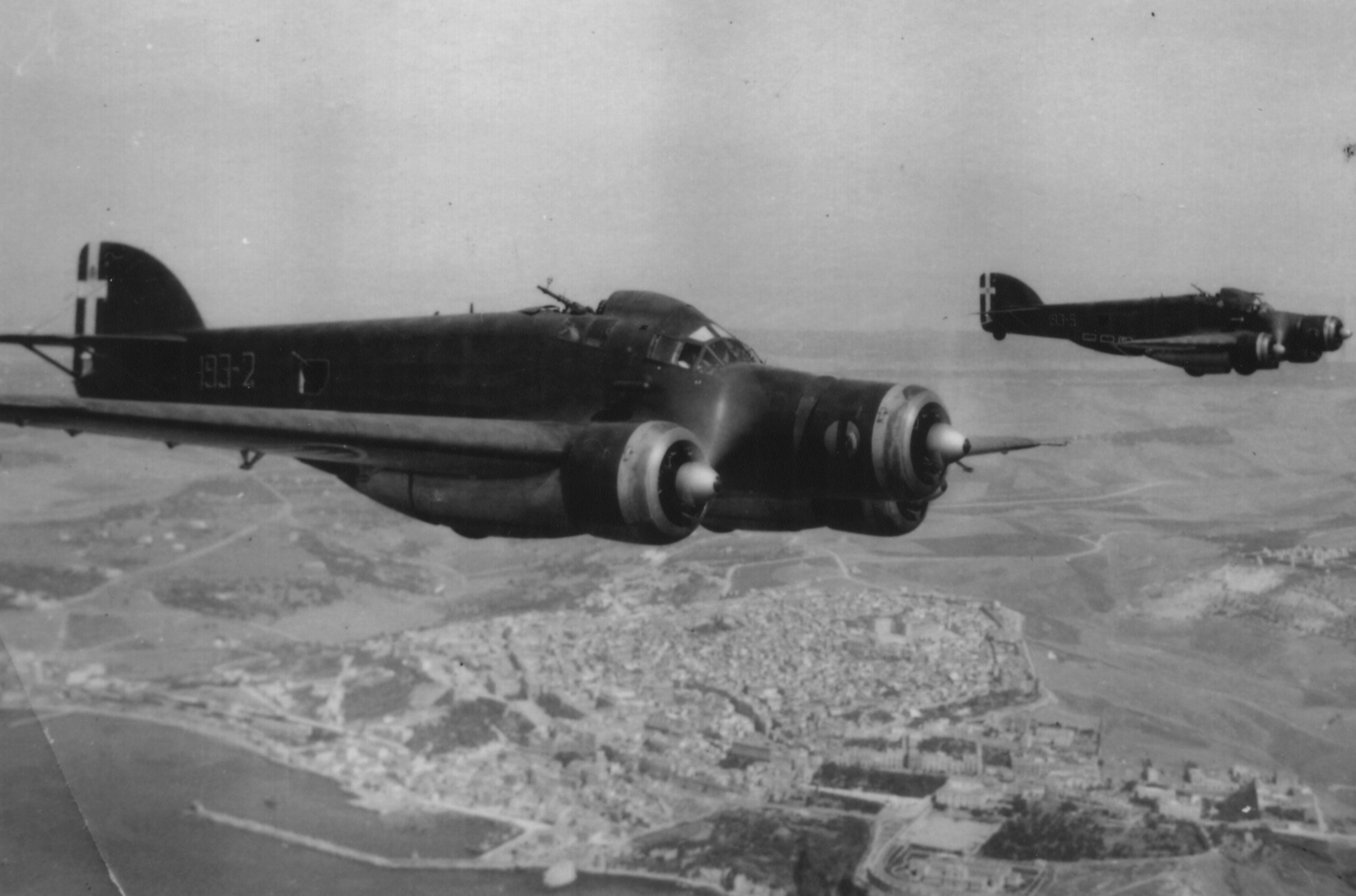
Torpedobomber SM.79 der 193ª Squadriglia, 87º Gruppo, 30º Stormo über Sciacca, Sizilien

Die Verzettelung der italienischen Kräfte erreichte ihren vorläufigen Höhepunkt, als Mussolini am 28. Oktober 1940 Griechenland angreifen ließ. Der schlecht organisierte und mit unzureichenden Bodentruppen geführte Angriff gegen die entschlossenen Griechen wandelte sich schnell zu einem Abwehrkampf, den die Regia Aeronautica nach Kräften unterstützte. Auch hier konnte die Entscheidung nur mit deutscher Hilfe erreicht werden, in deren Folge auch Jugoslawien angegriffen und besetzt wurde.
Im zentralen Mittelmeer-Kriegsschauplatz kämpften italienische Torpedobomber vom Typ SM.79 mit teilweise beträchtlichem Erfolg gegen alliierte Konvois. Zu den erfolgreichsten Staffeln gehörte die von Carlo Emanuele Buscaglia. Weniger Erfolg hatten die Luftangriffe auf die Insel Malta, was aber letztlich auch vom Einfluss grundsätzlicher strategischer Entscheidungen abhing.
Als im Sommer 1941 ein italienisches Expeditionskorps in die Sowjetunion entsandt wurde, stellte die Regia Aeronautica hierfür zwei fliegende Gruppen ab (22º und 61º Gruppo, ab 1942 21º und 71º Gruppo), die dort bis Anfang 1943 Flugzeuge der Typen MC.200, MC.202, SM.82, BR.20, Ca.133 und Ca.312 relativ erfolgreich einsetzten, trotz widrigster Bedingungen während der Wintermonate.
Im Frühjahr 1942 gelang den MC.202 des 3. und 4. Geschwaders ein entscheidender Beitrag bei der Erringung der Luftherrschaft über Nordafrika. Die letzten erfolgreichen Aktionen der italienischen Luftwaffe gingen größtenteils auf das Konto der Torpedobomber, die im Sommer 1942 zusammen mit deutschen Kräften die Konvois Vigorous, Harpoon und Pedestal angriffen.

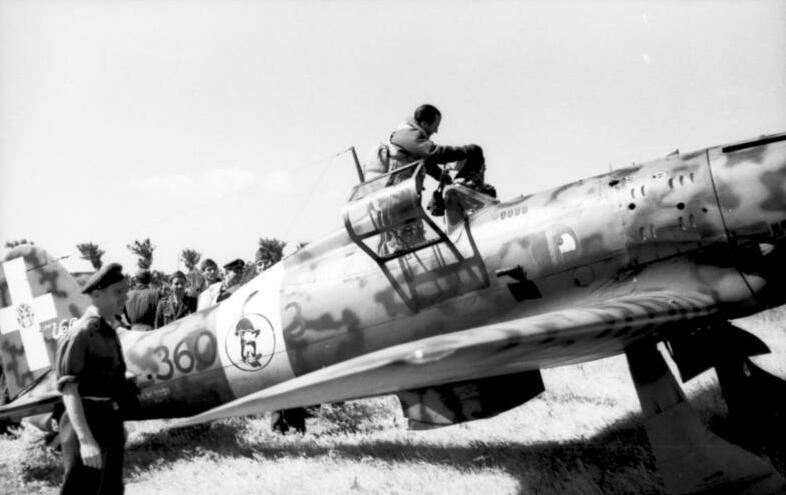
MC.205 der 360ª Squadriglia, 155º Gruppo, 51º Stormo in Süditalien

Von den im Herbst 1942 über dem Schlachtfeld von El Alamein erlittenen Verlusten erholte sich die Regia Aeronautica nicht mehr. Trotz Einführung moderner Jagdflugzeuge der so genannten Serie 5 (MC.205, G.55, Re.2005) mussten die italienischen Piloten in den folgenden Monaten über Tunesien und Süditalien verlustreiche Abwehrkämpfe gegen weit überlegene alliierte Luftstreitkräfte durchstehen. Obwohl an der Niederlage kein Zweifel mehr bestehen konnte, gaben viele Piloten bei wilden Luftkämpfen ihr Leben, darunter Franco Lucchini und der junge Unteroffizier Ferruccio Serafini, nach dem später sein 51. Geschwader benannt wurde. Serafini rammte im Juli 1943 über Sardinien mit seiner MC.205 eine amerikanische P-40, weil er keine Munition mehr hatte.
Die militärische Lage war für Italien so aussichtslos, dass Mussolini abgesetzt und von Pietro Badoglio abgelöst wurde. Nach Geheimverhandlungen mit den Alliierten trat im September 1943 der Waffenstillstand von Cassibile in Kraft. Während die deutsche Führung diesen Schritt vorausgesehen und die Besetzung Italiens vorbereitet hatte, verblieb die Masse der italienischen Soldaten im Unklaren. Wie im Fall der anderen Teilstreitkräfte löste sich auch die Regia Aeronautica weitgehend auf. Von 180.000 Soldaten verblieben nur 30.000, die die schwierige Entscheidung zu treffen hatten, entweder an der Seite der deutschen Verbündeten den Krieg fortzusetzen oder den Befehlen der rechtmäßigen italienischen Regierung zu folgen, die in Süditalien unter dem Schutz der Alliierten stand. Im Lauf der folgenden Monate schlossen sich viele Soldaten, die im September 1943 ihre Uniform abgelegt hatten, der einen oder anderen Seite an.

### ICBAF und ANR
In Norditalien, wohin sich die Regia Aeronautica weitgehend zurückgezogen hatte, fielen den deutschen Verbänden der Großteil der italienischen Flugzeuge sowie fast alle Flugzeugfabriken des Landes in die Hände. Deutsche Truppen zerstörten auf besetztem italienischem Gebiet etwa 2.500 Flugzeuge und rund 10.000 Flugzeugtriebwerke, über 1.000 italienische Flugzeuge wurden in die Wehrmacht eingegliedert.
Diese Maßnahmen stellten für diejenigen italienischen Soldaten, die den Kampf auf deutscher Seite im Rahmen der Aeronautica Nazionale Repubblicana fortsetzen wollten, einen großen Rückschlag dar. Die Lage verbesserte sich erst gegen Ende 1943, als unter anderem die beschlagnahmten MC.205 zurückgegeben wurden. Die ANR-Jagdgruppen brachten den alliierten Bomberverbänden und ihrem Begleitschutz bis April 1945 erhebliche Verluste bei. Die Torpedofliegergruppe flog im Juni 1944 mit ihren SM.79 einen Langstreckeneinsatz bis nach Gibraltar. Eine Lufttransporteinheit unterstützte deutsche Truppen an der Ostfront. Nach deutschem Vorbild stellte die ANR auch Flugabwehr- und Fallschirmjäger-Verbände auf, die in Italien davor im Allgemeinen zum Heer gehört hatten. Einerseits versuchte die Wehrmacht eine gewisse Zeit, sich die ANR ganz einzugliedern, andererseits stellte sie schließlich ihre Bf 109-Jäger zur Verfügung, 1945 sogar in der modernsten verfügbaren Version K-4. Einer der bekanntesten ANR-Piloten, Adriano Visconti, nahm im April 1945 mit italienischen Partisanen Kapitulationsverhandlungen auf, er wurde jedoch in Mailand zusammen mit seinem Adjutanten von Unbekannten erschossen.
Die italienischen Soldaten, die unter der Regierung Badoglio an der Seite der Alliierten gegen NS-Deutschland kämpften, blieben völker- und verfassungsrechtlich Soldaten des Königs von Italien, weil sich das Königreich und seine Regierung mit dem Waffenstillstand nicht aufgelöst hatte. Aus diesem Grund bestand in Süditalien die Regia Aeronautica rechtlich unverändert fort, woran die englische Bezeichnung Italian Co-Belligerent Air Force (ICBAF) und das davon abgeleitete (Regia) Aeronautica Cobelligerante Italiana nichts änderte. Bei der ANR hingegen handelte es sich um eine illegale Abspaltung der Regia Aeronautica.

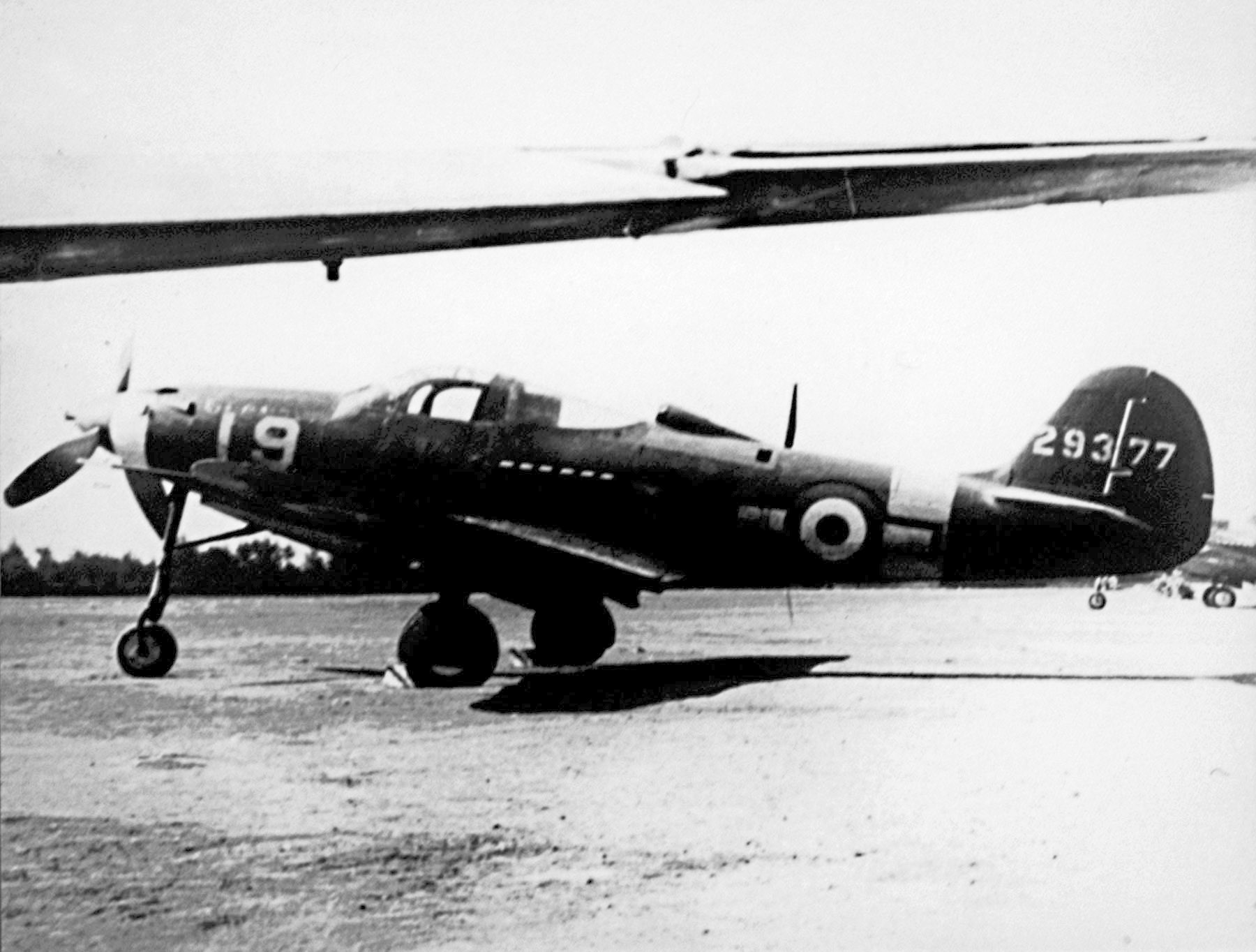
P-39 Airacobra kurz vor der Übergabe an die ICBAF

Im Gegensatz zur ANR fehlte der ICBAF von Anfang an eine industrielle Grundlage und damit auch eine ausreichende logistische Versorgung. Zu den wenigen verbliebenen einsatzfähigen Flugzeugen in Süditalien stießen im September 1943 rund 200 Maschinen hinzu, die von ihren Piloten auf teilweise abenteuerliche Weise in Nord- und Mittelitalien der Wehrmacht entzogen worden waren. Da die Alliierten in Süditalien kriegsverwendungsfähiges Material requirierten, soweit es von zurückweichenden deutschen Verbänden nicht zerstört worden war, und reguläre Ersatzteile nicht zu beschaffen waren, mussten die Techniker der ICBAF in außergewöhnlicher Weise improvisieren und Ersatzteile in der Regel in Handarbeit anfertigen oder anpassen. Nur dank des Erfindungsreichtums ihrer Flugzeugmechaniker gelang es der ICBAF, sich zwölf Monate lang mit italienischem Fluggerät an den alliierten Operationen zu beteiligen, vorwiegend auf dem Balkan, wodurch man direkten Konfrontationen mit italienischen Piloten der ANR aus dem Weg ging. Erst im September 1944 überließen die Alliierten der ICBAF in Anerkennung ihrer Leistungen die ersten P-39 Airacobras und Spitfires sowie einige Bomber vom Typ A-30 Baltimore, nach denen ein italienischer Verband als „Baltimore-Geschwader“ bezeichnet wurde.
In den 20 Monaten der „Mitkriegführung“ unterstützte die ICBAF insbesondere die Jugoslawische Volksbefreiungsarmee, welche sich ihrerseits 1945 an der Vertreibung der Italiener aus Istrien und Dalmatien beteiligte. Die Transportflieger versorgten verschiedene italienische Verbände, die auf dem Balkan abgeschnitten waren und dort oft zwischen den Fronten ums Überleben kämpften. Auf dem Balkan und auch in Italien landeten italienische Transportflugzeuge oft nahe oder hinter den feindlichen Linien, um Partisanen zu unterstützen oder Verwundete auszufliegen. Die verbliebenen Wasserflugzeuge wurden zur Konvoisicherung, zur U-Jagd sowie zur Luftrettung und zu Transportaufgaben eingesetzt.

### Nachkriegszeit
Anfang Mai 1945 verblieben dem Chef des Luftwaffengeneralstabs Mario Ajmone Cat 338 Flugzeuge, darunter 153 Jäger, 32 Wasserflugzeuge, 44 Transportflugzeuge und 109 Schulflugzeuge. Die Alliierten überließen in den folgenden Monaten zusätzlich 41 A-30 Baltimore, 120 P-38 Lightning und 108 Spitfire IX. Die damit ausgerüsteten Geschwader und Staffeln hatten alle am Befreiungskrieg teilgenommen und blieben organisatorisch zunächst in drei artreinen Verbänden zusammengefasst: Ein Jagdverband mit den Geschwadern 4 (auf P-38 in Lecce), 5 (auf Spitfire und Macchi MC.205 in Bergamo) und 51 (auf Spitfire in Vicenza), ein Bomber- und Transportverband mit drei Geschwadern in Mittelitalien und ein Wasserflugzeugverband mit vier Rettungsstaffeln an verschiedenen Standorten und Stützpunkten.
Die drei genannten Jagdgeschwader, ein gemischtes Geschwader (36º Stormo) und das Transportgeschwader erhielten für ihre Einsätze von 1940 bis 1943 und dann im Befreiungskrieg bis 1945 den höchsten italienischen Militärorden, 29 weitere Verbände die zweithöchste Auszeichnung. Fast 10.000 Soldaten der italienischen Luftstreitkräfte waren in den fünf Kriegsjahren gefallen, über 3.500 galten als vermisst.

## Aeronautica Militare

1971 angenommenes Wappen der Aeronautica Militare

Mit der Volksabstimmung vom 2. Juni 1946 wurde in Italien die Monarchie abgeschafft. Bei den Bezeichnungen aller staatlichen Institutionen entfiel daraufhin das Attribut „Königlich“ oder es erfolgten gänzliche Umbenennungen, ohne dabei einen historischen Bruch zu verursachen. Im Fall der Regia Aeronautica entschied man sich unter Bezugnahme auf das Corpo Aeronautico Militare des Ersten Weltkrieges auf den Namen Aeronautica Militare. Die erweiterte Bezeichnung Aeronautica Militare Italiana, kurz AMI, war nie offiziell und beruhte auf der Anpassung an das im NATO-Raum übliche Italian Air Force. Etliche Jahrzehnte lang überwog der erweiterte Name und dessen Abkürzung im allgemeinen Sprachgebrauch, dann kehrte man wieder zu den Ursprüngen zurück.
Am 2. Februar 1947 entstand das italienische Verteidigungsministerium, in dem die alten Ministerien für Krieg, Marine und Luftfahrt aufgingen. De facto handelte es sich bis 1965 nur um eine Dachorganisation, da die drei Ministerialverwaltungen in ihren jeweiligen Dienstgebäuden fortbestanden. Auch im Bereich der Luftwaffenführung kam es zunächst zu keinen tiefgreifenden Veränderungen.
Trotz aller militärischen und politischen Bemühungen der antifaschistischen Kräfte Italiens erwies sich der am 10. Februar 1947 in Paris unterzeichnete Friedensvertrag weit weniger mild als erwartet. Im Bereich der Streitkräfte durfte das Heer – einschließlich der Carabinieri – nicht mehr als 250.000 Soldaten und 200 Kampfpanzer haben, die maximal 25.000 Mann starke Marine musste sich bei den Kampfschiffen mit einer Gesamttonnagegrenze von 67.500 Tonnen abfinden und die Luftwaffe blieb auf 25.000 Soldaten und 350 Flugzeuge beschränkt, davon 200 Kampfflugzeuge. Die geringe Personalstärke der Teilstreitkraft bot eine passende Gelegenheit, um sich von politisch belasteten Soldaten zu trennen. Erst mit dem späteren Ausbau wurde dieses Personal auf Wunsch wieder eingegliedert.

### Wiederaufbau

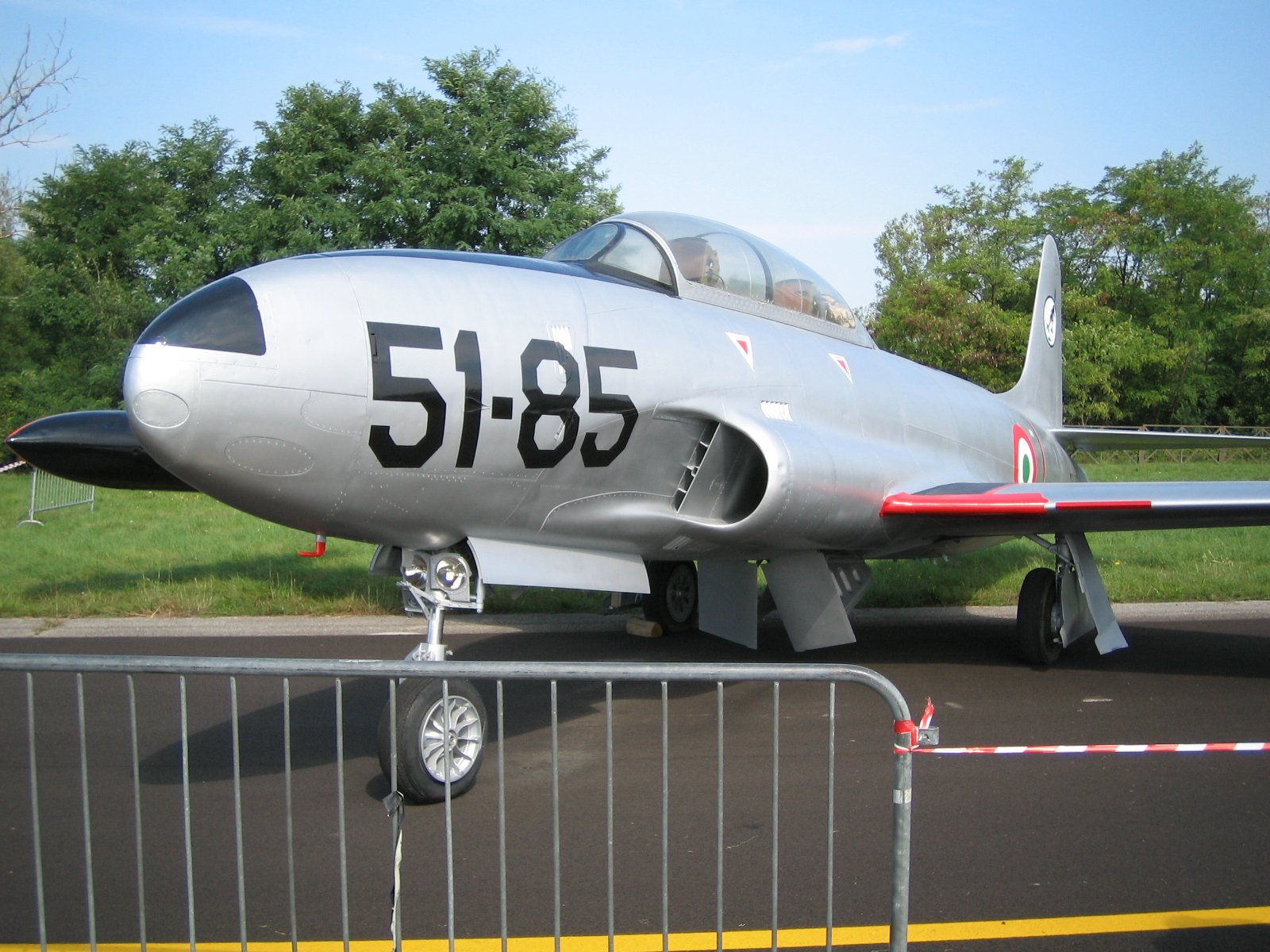
T-33 in den Farben des 51º Stormo

Mit dem Abzug der alliierten Besatzungstruppen begann die italienische Luftwaffe ab 1947 den schrittweisen Wiederaufbau ihrer territorialen Organisation und der Ausbildungseinrichtungen. Unter Umgehung des Friedensvertrages überließen die USA bereits 1947 zahlreiche Flugzeuge für die Pilotenausbildung, zunächst rund 100 Stinson L-5, 1948 dann etwa 200 North American T-6, 1952 folgten zirka 100 Lockheed T-33. Der Luftwaffenakademie blieb bei Kriegsende eine Rückkehr in das von den Alliierten besetzte Schloss von Caserta versperrt. Da aus lokalpolitischen Gründen ein beabsichtigter Umzug von Neapel nach Florenz nicht in Frage kam, blieb man bis zur Fertigstellung eines Neubaus in Pozzuoli auf der Insel Nisida im Golf von Neapel. In dieser Zeit kam auch die italienische Flugzeugindustrie wieder auf die Beine, insbesondere im Bereich der Schulflugzeuge. Auf die MB-308, die S-7 und die Fiat G.59 folgten die Piaggio P.149 und die Aermacchi MB-326. Für den Lufttransport übernahm man 1948 zwölf C-47/C-53, dann 123 Beechcraft C-45 Expediter und 20 Fairchild UC-61 Forwarder für Verbindungsaufgaben. 42 SB2C-5 Helldiver gingen an U-Jagd-Staffeln, die dann ab 1953 von 22 PV-2 Harpoon und ab 1957 von 45 S2-F1 Tracker ersetzt wurden. In diesem Zusammenhang kam es mit der Marine erneut zu Auseinandersetzungen um den Wiederaufbau der Marineflieger und deren geplante Ausrüstung mit eigenen Kampfflugzeugen. Bei den landgestützten Seeaufklärern einigte man sich auf einen gemeinschaftlichen Betrieb, bei den trägergestützten Kampfflugzeugen kam die Einigung erst nach einer Gesetzesänderung im Jahr 1989.

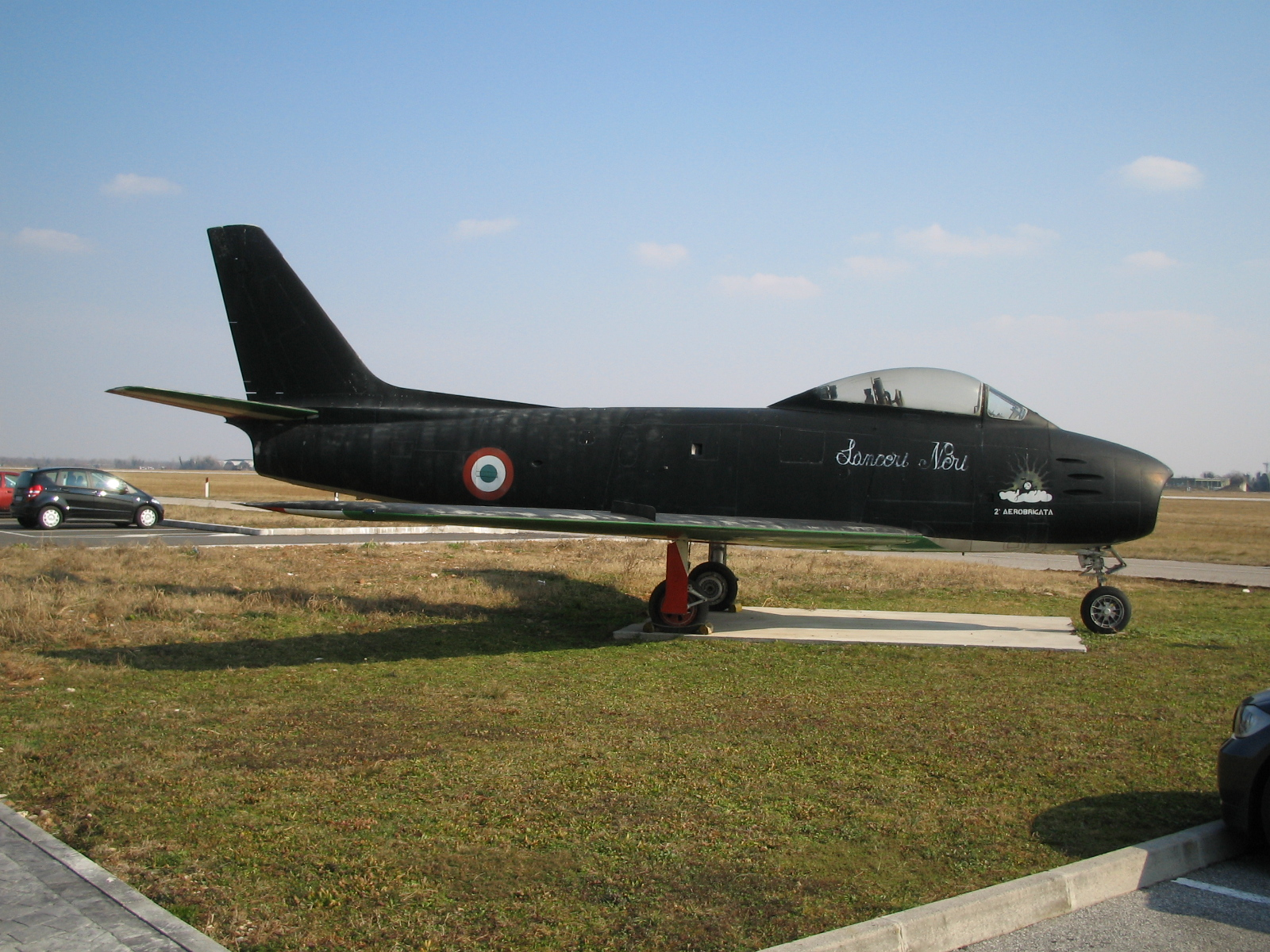
F-86E der Lancieri Neri (2º Stormo) vor dem Militärflugplatz Cameri

Der Ausbau der Einsatzverbände folgte kurz nach dem NATO-Beitritt im Jahr 1949. Wegen des eskalierenden Kalten Krieges unterstützten die USA die italienischen Streitkräfte durch die kostenlose Überlassung von Kriegsgerät oder durch sehr günstige Beschaffungskonditionen im Rahmen des Mutual Defense Assistance Program (MDAP) und des Off-Shore Procurement (OSP). Die zunächst umgangenen Rüstungsbeschränkungen des Friedensvertrages wurden im Dezember 1951 ganz abgeschafft. Den Platz der Spitfires und P-38 Lightnings nahmen erst P-51D Mustangs und P-47D Thunderbolts ein, dann DH.100 Vampires, welche Italien auch in Lizenz gebaut wurden. Dank der britischen Vampires begann das Jetzeitalter bei den italienischen Einsatzverbänden im Jahr 1951. Zu sehr günstigen Konditionen erwarb man ab 1952 von den USA 255 F-84G Thunderjet, es folgten ab 1955 rund 200 F-86E/K Sabre, die ebenfalls in Lizenz gebaut wurden. Die F-84G Thunderjet wichen bereits ab 1955 den verbesserten F-84F Thunderstreak und den RF-84F Thunderflash. Für den Lufttransport trafen 1953 die ersten von 45 C-119G Flying Boxcar ein, die später von 22 C-119J ergänzt wurden. 1953 entstand in Rom-Urbe eine Hubschrauber-Flugschule, bei der man die ersten verfügbaren Hubschrauber der Typen Bell 47D, Sikorsky S-51 und S-55 konzentrierte.
Rund zehn Jahre nach Kriegsende hatte sich die italienische Luftwaffe dank amerikanischer Unterstützung von der Niederlage und der traumatischen Spaltung vollkommen erholt. Auf den Militärflugplätzen, die in den 1950er Jahren nach damaligen NATO-Standards praktisch neu errichtet wurden, standen moderne Kampfflugzeuge in Staffeln (Gruppi) zu je 25 Flugzeugen und in Geschwadern zu je drei Staffeln bereit. Auf Grund ihres Umfangs erhielten die Geschwader (Stormi) ab 1953 einen Brigade-Status (Aerobrigate). Um 1956 ergab sich bei den Kampfverbänden folgendes Bild:
| Verband         | Staffeln      | Typ    | Militärflugplatz   | Anmerkungen                                              |
| --------------- | ------------- | ------ | ------------------ | -------------------------------------------------------- |
| 1ª Aerobrigata  | 6, 7, 17      | F-86K  | Istana             | in dieser Form von 1956 bis 1959, dann Flugabwehrraketen |
| 2ª Aerobrigata  | 8, 13, 14     | F-86E  | Bergamo            | ab 1957 in Cameri, dann in Treviso                       |
| 3ª Aerobrigata  | 18, 28, 132   | RF-84F | Neapel-Capodichino | kurz vor Umzug nach Verona-Villafranca                   |
| 4ª Aerobrigata  | 9, 10, 12     | F-86E  | Pratica di Mare    | kurz vor Umzug nach Grosseto                             |
| 5ª Aerobrigata  | 101, 102, 103 | F-84F  | Verona-Villafranca | kurz vor Umzug nach Rimini-Miramare                      |
| 6ª Aerobrigata  | 154, 155, 156 | F-84F  | Ghedi              |                                                          |
| 51ª Aerobrigata | 20, 21, 22    | F-84G  | Istrana            |                                                          |

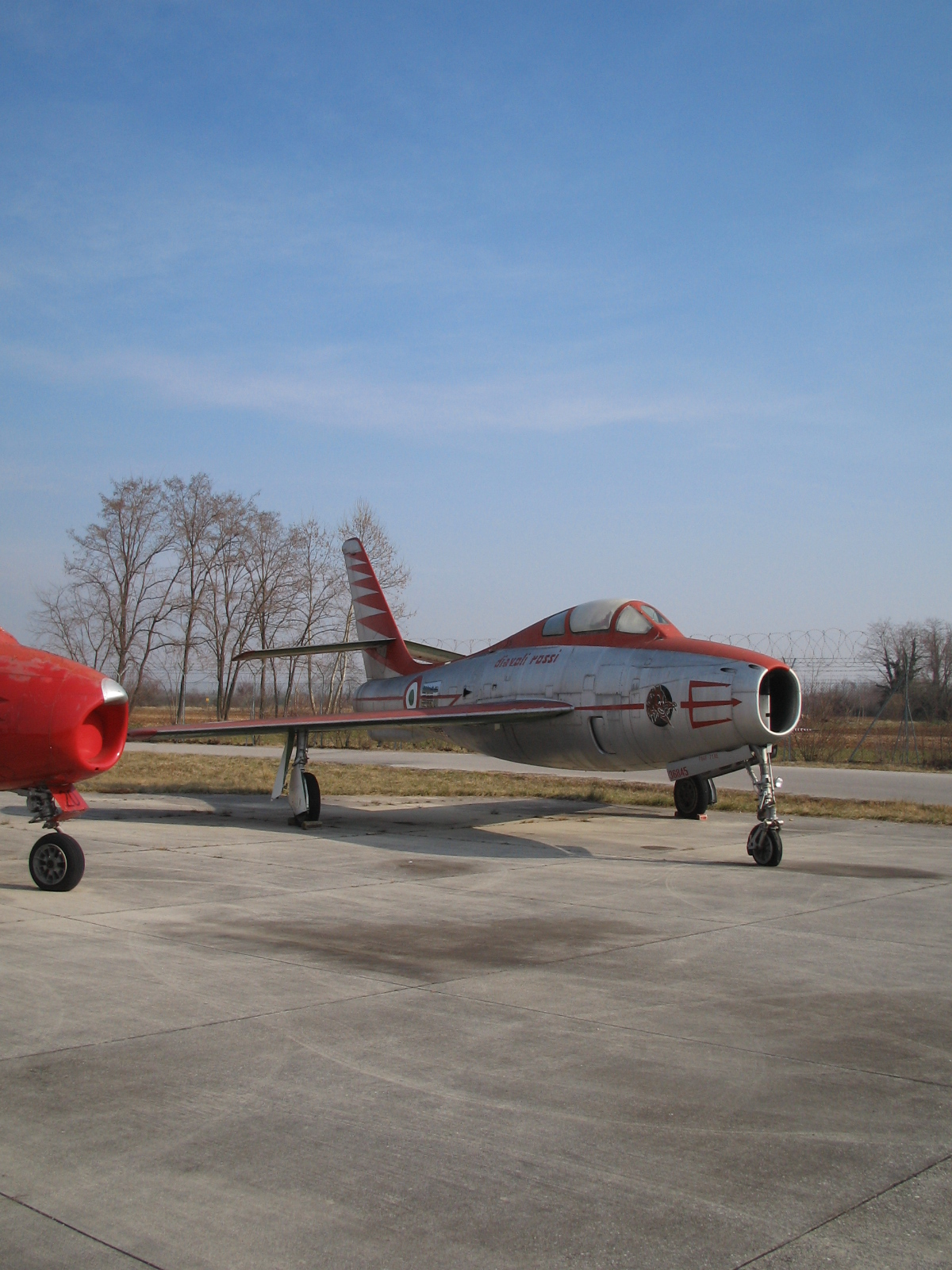
F-84F der Kunstflugstaffel Diavoli Rossi (6º Stormo) in Ghedi

Fast alle diese Verbände unterhielten in den 1950er Jahren Kunstflugstaffeln, die 1960 von der zentralen Kunstflugstaffel Frecce Tricolori in Rivolto abgelöst wurden. Gleichzeitig zogen einige Geschwader um. In Pratica di Mare bei Rom entstand ein Hubschraubergeschwader (31º Stormo) und in Rom-Ciampino ein Luftrettungsgeschwader (15º Stormo), unter anderem auf HU-16A Albatros. In Pisa verblieb der Lufttransportverband 46ª Aerobrigata. Hinzu kamen verschiedene Flugschulen, die zur damaligen Zeit noch einem Rationalisierungsprozess unterlagen.

### Raketenzeitalter
Ende der 1950er Jahre begann in den italienischen Streitkräften das Raketenzeitalter. 1956 eröffnete man an der Ostküste Sardiniens den von Luigi Broglio geplanten Raketenstartplatz bei Capo San Lorenzo. Das italienische Heer rüstete seine neue Raketenbrigade mit Boden-Boden-Raketen des Typs Honest John (später Lance) aus, die USA stellten im Rahmen der Nuklearen Teilhabe die dazugehörigen Nukleargefechtsköpfe bereit. Auch die Marine versuchte, auf dem Kreuzer Garibaldi Polaris-Mittelstreckenraketen zu installieren. Die italienische Luftwaffe erhielt Flugabwehrraketen der Muster Nike Ajax und Nike Hercules, mit denen sie ab 1959 die 1ª Aerobrigata ausstattete. Dieser Verband gab seine allwettertauglichen F-86K an die 51ª Aerobrigata ab und verlegte den Stab von Istrana nach Padua. Gleichzeitig stellte man im süditalienischen Gioia del Colle die 36ª Aerobrigata auf und rüstete sie mit Mittelstreckenraketen vom Typ Jupiter aus. Kurz nach der Kubakrise wurden die Jupiter mit ihren US-Atomsprengköpfen wieder abgezogen. Der Verband in Gioia del Colle erhielt dafür Kampfflugzeuge aus Norditalien.
Vorübergehend brachten diese Entwicklungen eine Identitätskrise mit sich. Einerseits hatten Heer und Marine wieder eigene Fliegertruppen aufgestellt und stritten nun mit der Luftwaffe um die Grenzen ihres Ausbaus, andererseits bewog die Umrüstung von zwei traditionsreichen Geschwadern auf Raketen viele Luftwaffenoffiziere zu dem Schluss, die Zukunft werde auch den übrigen Geschwadern dieses Schicksal bringen und den Piloten ihre Versetzung in unterirdische Kommandozentralen. Damit schien für einige die Existenz der Teilstreitkraft wieder in Gefahr.

### Dispersion
Am 9. August 1956 machte das Erdkampfflugzeug Fiat G.91 seinen Erstflug, am 10. Dezember 1957 der Jettrainer Aermacchi MB-326. Diese beiden Flugzeugtypen eröffneten ein neues Kapitel in der Geschichte der Aeronautica Militare. Sie erneuerten in den folgenden Jahren zusammen mit der später eingeführten SIAI Marchetti SF-260 die Pilotenausbildung vollständig. Die Anfängerausbildung verlegte man nach einigen Experimenten auf den Militärflugplatz Latina (SF-260), die Jetausbildung nach Lecce (MB-326), die Fortgeschrittenenausbildung nach Amendola (G.91T) und die Ausbildung der Hubschrauberpiloten nach Frosinone (AB 47J, AB 204). Die G.91R und die zweistrahlige G.91Y übernahmen von Treviso, Cervia und Brindisi aus Aufgaben in den Bereichen Luftnahunterstützung und Aufklärung. Auch die Frecce Tricolori flogen die G.91PAN viele Jahre lang. Insgesamt stellte die italienische Luftwaffe rund 300 G.91 und 131 MB-326 in Dienst.
Die Kampfflugzeuge der verschiedenen 80er Baureihen ersetzte die italienische Luftwaffe im Rahmen eines NATO-Standardisierungsabkommens durch die F-104 Starfighter. Das Starfighter-Konsortium NASMO beauftragte die italienische Industrie mit dem Bau von 200 F-104G, davon 125 für Italien, 50 für die BR Deutschland und 25 für die Niederlande. Die F-104G wurde in Italien ab 1963 in Dienst gestellt, beginnend beim 4. Geschwader in Grosseto, das auch 28 zweisitzige TF-104G erhielt. 18 Aufklärungsflugzeuge des Typs RF-104G übernahm das 3. Geschwader in Verona. Mit der Standardisierung auf F-104 und G.91 wurden die Brigaden Ende der 1960er Jahre im Allgemeinen wieder zu Geschwadern herabgestuft. Die größere Zahl wieder verfügbarer Militärflugplätze bewog die Luftwaffenführung sogar dazu, Geschwader mit nur einer fliegenden Staffel (Gruppo) zu bilden. Diese als Dispersion (dt. „Zerstreuung“) bezeichnete Aufstellung oder Struktur sollte die Verwundbarkeit der Einheiten und Verbände am Boden begrenzen. Andererseits bot sie auch die Möglichkeit, einige besonders ausgezeichnete Geschwader und Staffeln des Zweiten Weltkriegs zu reaktivieren. Gleichzeitig entstanden auch zusätzliche Dienstposten für Stabsoffiziere und Generale.
Um 1970 bot die italienische Luftwaffe bei den Kampf- und Transportverbänden folgendes Bild (die Flugschulen sind hier noch nicht genannt, da sie noch keinen Geschwaderstatus hatten):
| Verband         | Staffeln                    | Typ                    | Militärflugplatz   | Anmerkungen                                                   |
| --------------- | --------------------------- | ---------------------- | ------------------ | ------------------------------------------------------------- |
| 1ª Aerobrigata  | (3 Geschwader, 12 Staffeln) | Nike Hercules          | Padua (Stab)       | Staffeln in Norditalien verteilt                              |
| 2º Stormo       | 14, 103                     | G.91R                  | Treviso            |                                                               |
| 3ª Aerobrigata  | 18, 28, 132                 | (R)F-104G              | Verona-Villafranca | bald verkleinert (18. Staffel aufgelöst)                      |
| 4º Stormo       | 9; 20                       | (T)F-104G              | Grosseto           | 20. Ausbildungsstaffel autonom                                |
| 5º Stormo       | 23, 102                     | F-104G                 | Rimini             | 23. Jäger, 102. Nukleare Teilhabe                             |
| 6º Stormo       | 154                         | F-104G                 | Ghedi              | Nukleare Teilhabe                                             |
| 8º Stormo       | 101                         | G.91Y                  | Cervia             | mit zweistrahliger Variante der G.91                          |
| 9º Stormo       | 10                          | F-104G                 | Grazzanise         | Abspaltung von 4º Stormo                                      |
| 14º Stormo      | 8, 71                       | PD.808                 | Pratica di Mare    | ab 1972 und 1976 (Sonderaufgaben)                             |
| 15º Stormo      | 84, 85                      | HU-16A, AB 204, AB 47J | Rom-Ciampino       | SAR, auch in Linate und Grottaglie                            |
| 30º Stormo      | 86                          | Atlantic               | Cagliari-Elmas     | ab 1974                                                       |
| 31º Stormo      | 93, 94                      | AB 47                  | Pratica di Mare    | ab 1976 Flugbereitschaft in Ciampino                          |
| 32º Stormo      | 13                          | G.91Y                  | Brindisi           |                                                               |
| 36º Stormo      | 12, 156                     | F-104G                 | Gioia del Colle    | 12. Jäger, 156. Nukleare Teilhabe                             |
| 41º Stormo      | 87, 88                      | S-2 Tracker, Atlantic  | Sigonella          | davor in Catania-Fontanarossa, S-2 ausgemustert, 87 aufgelöst |
| 46ª Aerobrigata | 2, 50, 98                   | C-119G/J               | Pisa               | kurz vor Umrüstung auf C-130H und G.222                       |
| 50º Stormo      | 155                         | F-104G                 | Piacenza           | von 1967 bis 1973                                             |
| 51º Stormo      | 22                          | F-104S                 | Istrana            | 22. erhielt als erste F-104S; ab 1973 auch 155.               |
| 53º Stormo      | 21                          | F-104G                 | Cameri             |                                                               |

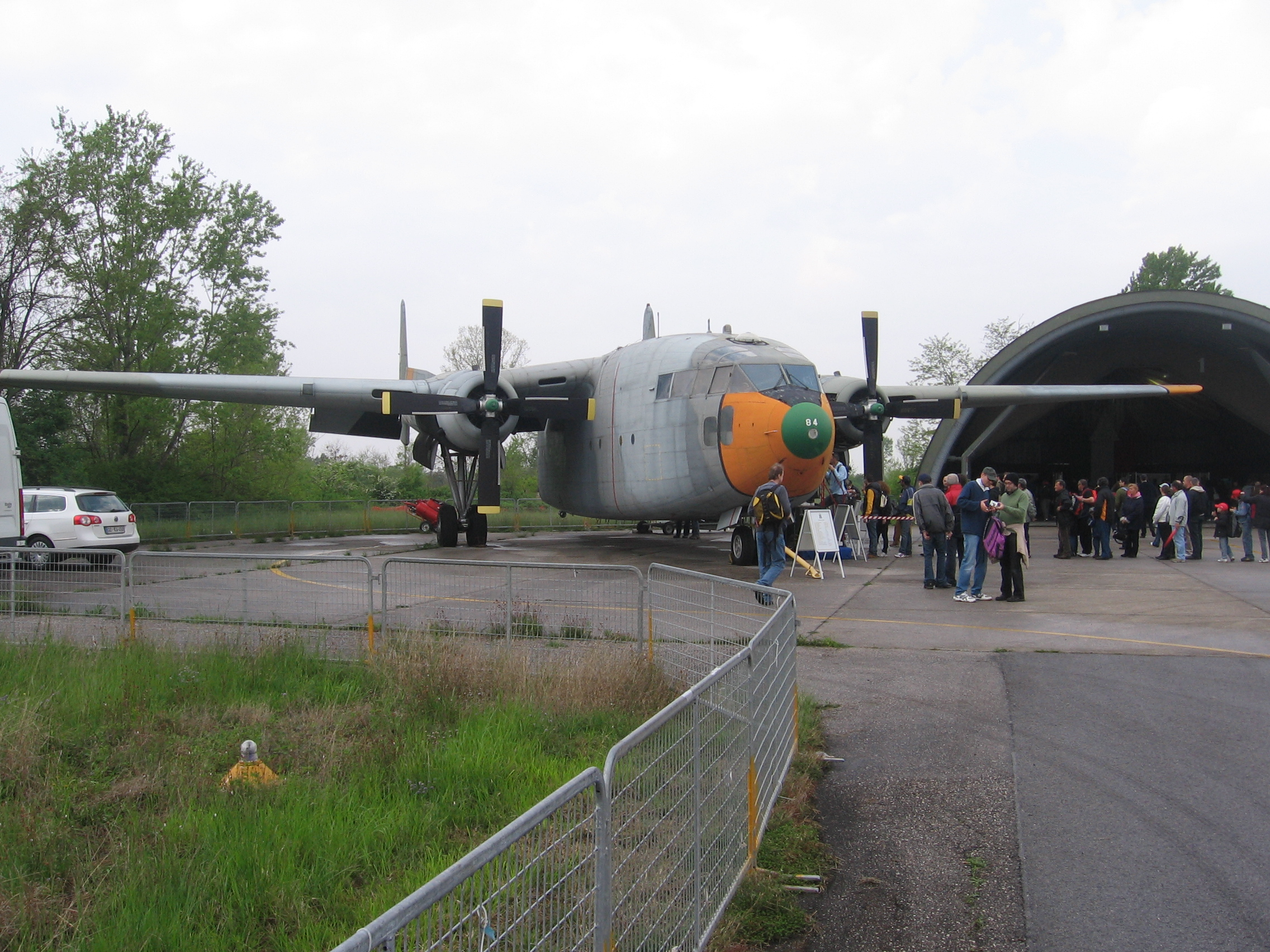
C-119 Flying Boxcar

Anfang der 1970er Jahre wurden die F-104G (nicht aber die TF-104G und die RF-104G) bis auf etwa 20 Maschinen aus dem Truppendienst genommen und durch 205 verbesserte, in Italien gebaute F-104S ersetzt. Sie hatten einen stärkeren Antrieb und konnten radargesteuerte Sparrow- und dann italienische Aspide-Raketen einsetzen. Der F-104S wurde aus Kostengründen der Vorzug gegenüber der F-4 Phantom II gegeben. An der Aufklärungsversion RF-4E zeigte die italienische Luftwaffe besonderes Interesse, sie musste dann aber bei ihren RF-104G bleiben.
Auch im Lufttransportbereich brachten die 1970er Jahre Veränderungen. Die 46ª Aerobrigata in Pisa ersetzte ihre rund 60 C-119 Flying Boxcar durch 36 Aeritalia G.222 und durch 14 C-130H Hercules, wobei es zur italienischen Version des Lockheed-Skandals kam. Weitere G.222 gingen in Spezialversionen nach Pratica di Mare (14º Stormo). Das dortige Hubschraubergeschwader (31º Stormo) verlegte nach Rom-Ciampino und wurde zur Flugbereitschaft der italienischen Regierung. Zunächst flog es noch Propellermaschinen der Typen Convair CV-440 und Douglas DC-6, dann erhielt es zwei DC-9-32, einige Piaggio PD.808 und zwei Hubschrauber vom Typ Agusta-Sikorsky SH-3D/TS. Die PD.808 gingen auch an das 14. Geschwader in Pratica di Mare für Kalibrierungsaufgaben und Elektronische Kampfführung. Ab 1978 stellte man beim 15. Rettungshubschrauber-Geschwader 35 HH-3F in Dienst, ab 1979 folgten 35 AB 212 für andere Verbände. Die alten AB 47J flogen noch ein weiteres Jahrzehnt bei der Hubschrauber-Flugschule in Frosinone.
| Verband   | Ort                      | Deckname (NADGE)    |
| --------- | ------------------------ | ------------------- |
| 1 ROC/SOC | Monte Venda              | Rupe                |
| 11º CRAM  | Poggio Renatico          | Pioppo (Lima Echo)  |
| 12º CRAM  | Mortara                  | Puma (Lima Golf)    |
| 13º CRAM  | Lame di Concordia        | Pedro (Lima Hotel)  |
| 14º CRAM  | Potenza Picena           | Bracco (Lima Kilo)  |
| 15º CRAM  | Capo Mele                | Trota (Mike Mike)   |
| 16º CRAM  | Telegraph (bis 1978)     | Bora (?)            |
| 17º CRAM  | Monte Scinauz (bis 2001) | Cedrone (?)         |
| 2 ROC/SOC | Monte Cavo               | (?)                 |
| 21º CRAM  | Poggio Ballone           | Quercia (Lima Lima) |
| 22º CRAM  | Licola                   | Barca (Alpha Golf)  |
| 23º CRAM  | Terralba                 | (?)                 |
| 3 ROC/SOC | Martina Franca           | Sasso               |
| 31º CRAM  | Jacotenente              | Fungo (Lima Juliet) |
| 32º CRAM  | Otranto                  | Volpe (Lima Alpha)  |
| 33º CRAM  | San Giovanni Teatino     | Fionda (Lima Mike)  |
| 34º CRAM  | Mezzogregorio            | Campo (Alpha Mike)  |
| 35º CRAM  | Marsala                  | Moro (Alpha Juliet) |
| 36º CRAM  | Crotone (ab 1982)        | Medusa (?)          |

1961 rationalisierte die Aeronautica Militare ihre territoriale Organisation. 1947 hatte sie die vier Territorialkommandos in Mailand, Padua, Rom und Bari wieder aufgestellt. Sie wurden nunmehr von drei Regionalkommandos in Mailand (1.), Rom (2.) und Bari (3.) abgelöst, die sowohl die truppendienstliche und die (nationale) operative Führung der Einsatzverbände übernahmen, als auch territoriale Unterstützungs- und Verwaltungsaufgaben. Für die Einsatzführung erhielt jedes der drei Regionalkommandos jeweils einen unterirdischen Gefechtsstand mit der Bezeichnung Regional Operations Centre (ROC), welche auch der für Italien zuständigen 5. Taktischen Alliierten Luftflotte der NATO (5. ATAF) in Vicenza (mit Gefechtsstand im West-Star-Bunker bei Verona) unterstanden. Für Norditalien war das 1. ROC im Monte Venda verantwortlich, für Mittelitalien das 2. ROC im Monte Cavo, für Süditalien das 3. ROC in Martina Franca. 1976 wurde das 2. ROC aufgelöst und dessen Aufgaben von den beiden anderen Kommandos übernommen. Der Monte Cavo diente damit nur noch als geschützte Befehlsstelle des Luftwaffengeneralstabs, der wegen der Neuordnung des Verteidigungsministeriums in Rom ebenfalls verschiedene Veränderungen erfahren hatte.
Innerhalb eines jeden ROC bestand ein Sector Operations Centre (SOC), das mit seinen nachgeordneten Control and Reporting Centres (in Italien erst Centro, dann Gruppo Radar Aeronautica Militare genannt; C/GRAM) die Einsatzführung der Jagdstaffeln und der Flugabwehrbatterien (auch des Heeres) übernahm. Diese Führungseinrichtungen waren Teil der bündnisweiten Luftverteidigungsorganisation NATO Air Defence Ground Environment. Daneben gab es in den ROC auch Offensive Operations Centres für Luftangriffe, Joint Air Support Centres für die Unterstützung der anderen Teilstreitkräfte, Rescue Coordination Centres für die Luftrettung und verschiedene andere Stellen.

### Neue Projekte
Trotz der teilweisen Modernisierung litt die italienische Luftwaffe (und mit ihr die anderen Teilstreitkräfte) in den 1970er Jahren an einem drastischen Rückgang der für Investitionen verfügbaren Mittel. Es bedurfte klarer Worte seitens der militärischen Führung, um der Politik die möglichen militärischen Konsequenzen dieser Entwicklung vor Augen zu führen. Als Gegenmaßnahme beschloss das Parlament Zusatzfinanzierungen außerhalb des regulären Verteidigungshaushaltes. Ab 1982 konnte die Aeronautica Militare dank dieser Mittel 100 Panavia Tornado in Dienst stellen und damit einen Teil der F-104S ersetzen. Eine vollständige Ablösung der Starfighter und der G.91 in der Jagdbomber-Rolle durch sehr viel mehr Tornados schloss man aus Kostengründen aus. Stattdessen plante die Luftwaffe nach dem Muster der G.91 ein leichtes Kampfflugzeug für die Luftnahunterstützung und die Aufklärung, in der Überzeugung, dass die teuren und komplexen Tornados hierfür oft übertrieben waren. Aeritalia und Aermacchi entwickelten zusammen mit der brasilianischen Embraer die AMX, in die nicht wenige konzeptionelle Elemente des Tornado einflossen. In Italien sollten 187 einsitzige AMX die G.91R/Y und einen Teil der F-104 ersetzen, 51 zweisitzige Trainer die G.91T in der Fortgeschrittenenausbildung.
Während der Umrüstung der ersten Staffeln zeichnete sich die Auflösung des Warschauer Pakts ab. Wegen der neuen weltpolitischen Lage beschränkte man sich auf 110 einsitzige AMX und 28 Zweisitzer. Die ursprüngliche operative und finanzielle Gesamtplanung geriet damit aus dem Gleichgewicht, was viele Experten (im Nachhinein) zu manchmal abschätzigen Kommentaren über das AMX-Programm veranlasste, da das Geld ihrer Meinung nach besser in den Kauf zusätzlicher Tornados investiert worden wäre. Die Kritik verschärfte sich noch, als die italienische Luftwaffe die Einsitzer des ersten AMX-Bauloses wegen technischer Probleme außer Dienst stellte und die Fortgeschrittenenausbildung der Piloten einer moderneren Version der Aermacchi MB-339 überließ. Von Rentabilitätsfragen abgesehen besteht an der Leistungsfähigkeit der mittlerweile kampfwertgesteigerten AMX im Allgemeinen kein Zweifel.
Nach der Einführung der Tornados und der AMX ergab sich 1995 folgendes Gesamtbild:
| Verband         | Staffeln                   | Typ                                          | Militärflugplatz             | Anmerkungen                                                 |
| --------------- | -------------------------- | -------------------------------------------- | ---------------------------- | ----------------------------------------------------------- |
| 1ª Aerobrigata  | (2 Geschwader, 8 Staffeln) | Nike Hercules                                | Padua (Stab)                 | Staffeln in Norditalien verteilt                            |
| 2º Stormo       | 14; 313                    | AMX, MB-339PAN                               | Rivolto                      | Frecce Tricolori (313.) autonom                             |
| 3º Stormo       | 28, 132                    | AMX                                          | Verona-Villafranca           |                                                             |
| 4º Stormo       | 9, 20                      | F-104ASA, TF-104G                            | Grosseto                     |                                                             |
| 5º Stormo       | 23                         | F-104ASA                                     | Cervia                       | 1995 von Rimini-Miramare nach Cervia                        |
| 6º Stormo       | 102, 154                   | Tornado                                      | Ghedi                        | 102. von Rimini nach Ghedi; 154. Nukleare Teilhabe          |
| 9º Stormo       | 10                         | F-104ASA                                     | Grazzanise                   |                                                             |
| 14º Stormo      | 8, 71                      | PD.808, G.222RM/VS, Boeing 707 TT            | Pratica di Mare              | Sonderaufgaben, Luftbetankung                               |
| 15º Stormo      | 81, 82, 83, 84, 85         | HH-3F                                        | Ciampino, ab 1997 in Pratica | SAR, auch in Rimini (83.), Brindisi (84.) und Trapani (82.) |
| 30º Stormo      | 86                         | Atlantic                                     | Cagliari-Elmas               | bis 2002, Seefernaufklärung                                 |
| 31º Stormo      | 93, 306                    | DC-9-32, Gulfstream III, Falcon 50, SH-3D/TS | Rom-Ciampino                 | Flugbereitschaft                                            |
| 32º Stormo      | 13, 101                    | AMX                                          | Amendola                     | aus Brindisi kommend, 101. aus Cervia                       |
| 36º Stormo      | 12, 156                    | F-104ASA, Tornado                            | Gioia del Colle              | 12. Jäger, 156. Nukleare Teilhabe                           |
| 37º Stormo      | 18                         | F-104ASA                                     | Trapani                      | Jäger und Jagdbomber; NAEW&C-Stützpunkt (E-3A)              |
| 41º Stormo      | 88                         | Atlantic                                     | Sigonella                    | Seefernaufklärung                                           |
| 46ª Aerobrigata | 2, 50, 98                  | C-130H, G.222                                | Pisa                         | 2. und 98. auf G.222, 50. auf C-130                         |
| 50º Stormo      | 155                        | Tornado                                      | Piacenza                     | 1990 wieder aufgestellt                                     |
| 51º Stormo      | 22, 103                    | F-104ASA, AMX                                | Istrana                      | 22. Jäger auf F-104; 103. aus Treviso auf AMX               |
| 53º Stormo      | 21                         | F-104ASA                                     | Cameri                       |                                                             |
| 61º Stormo      | 212, 213, 214              | MB-339                                       | Lecce                        | Ausbildung Jetpiloten                                       |
| 70º Stormo      | 207                        | SF-260AM                                     | Latina                       | Pilotenausbildung                                           |
| 72º Stormo      | 208                        | NH-500E                                      | Frosinone                    | Ausbildung Hubschrauberpiloten                              |

Neue Probleme entstanden in den 1990er Jahren wegen der Verzögerungen bei der Einführung des Eurofighters. Die sieben Abfangjäger-Staffeln hatten mit ihren F-104ASA trotz Kampfwertsteigerung (Aggiornamento Sistema d’Arma, ASA) nur noch einen sehr begrenzten militärischen Wert. Darüber hinaus musste die italienische Luftwaffe aus finanziellen Gründen auf die geplante Ablösung der alten Nike-Hercules-Raketen durch Patriots verzichten. Trotz großer finanzieller Schwierigkeiten stand Italien 1993 kurz vor der Beschaffung von 70 F-16C/D, um sich für eine Übergangszeit ein minimales, einigermaßen glaubwürdiges Luftverteidigungspotenzial zu sichern. Schließlich verzichtete man auf dieses Vorhaben, weil es das Eurofighter-Programm torpediert hätte, dessen Realisierung andererseits immer weiter verzögert wurde, was die italienische Luftwaffe in eine außerordentlich schwierige Lage brachte. Aus industriepolitischen Gründen wurden 1994 von der britischen Royal Air Force 24 Tornados in der Luftverteidigungsversion ADV geleast. Diese Langstreckenjäger waren ursprünglich für das Abfangen sowjetischer Bomber nördlich der Britischen Inseln vorgesehen, anderen modernen Jagdflugzeugen hingegen kaum gewachsen. Diese Tornados wurden in Italien in Cameri und Gioia del Colle stationiert; mit ihrem sehr leistungsfähigen Radar unterstützten sie von dort aus auch andere Jagdstaffeln. Nach Ablauf des zehnjährigen Leasingvertrages gab man die Flugzeuge wieder zurück und behalf sich mit 34 von den USA geleasten F-16 weiter, die dann schrittweise von den zulaufenden Eurofightern abgelöst wurden.
Die Erfahrungen mit den Unwägbarkeiten europäischer Rüstungsprojekte veranlassten Italien, aus dem Airbus A400M-Projekt auszusteigen. Im Lufttransportbereich entsprachen die alten C-130E/H und die vielen Kurzstreckentransporter vom Typ G.222 den Anforderungen bald nicht mehr. Hier entschied man sich für die neuesten Versionen dieser Flugzeuge, die insbesondere bei Triebwerken und Avionik Gemeinsamkeiten aufweisen (commonality). Bestellt wurden 22 C-130J, davon zehn in der verlängerten Version J-30, und zwölf Alenia C-27J. Bei der Ablösung von vier alten Tankflugzeugen vom Typ Boeing 707TT durch vier KC-767 musste die Aeronautica Militare wegen technischer Probleme erneut jahrelange Verzögerungen hinnehmen. Für die mit der Marine betriebenen Seefernaufklärer vom Typ Breguet Atlantic schien die Boeing P-8 aus operativen Gesichtspunkten ideal, nicht jedoch aus finanziellen. Auch hier mussten Not- und Übergangslösungen gefunden werden. Die mögliche Standardisierung durch eine Beschaffung der Boeing 737 AEW&C ist über das Planungsstadium nie hinausgekommen.

### Nach dem Kalten Krieg

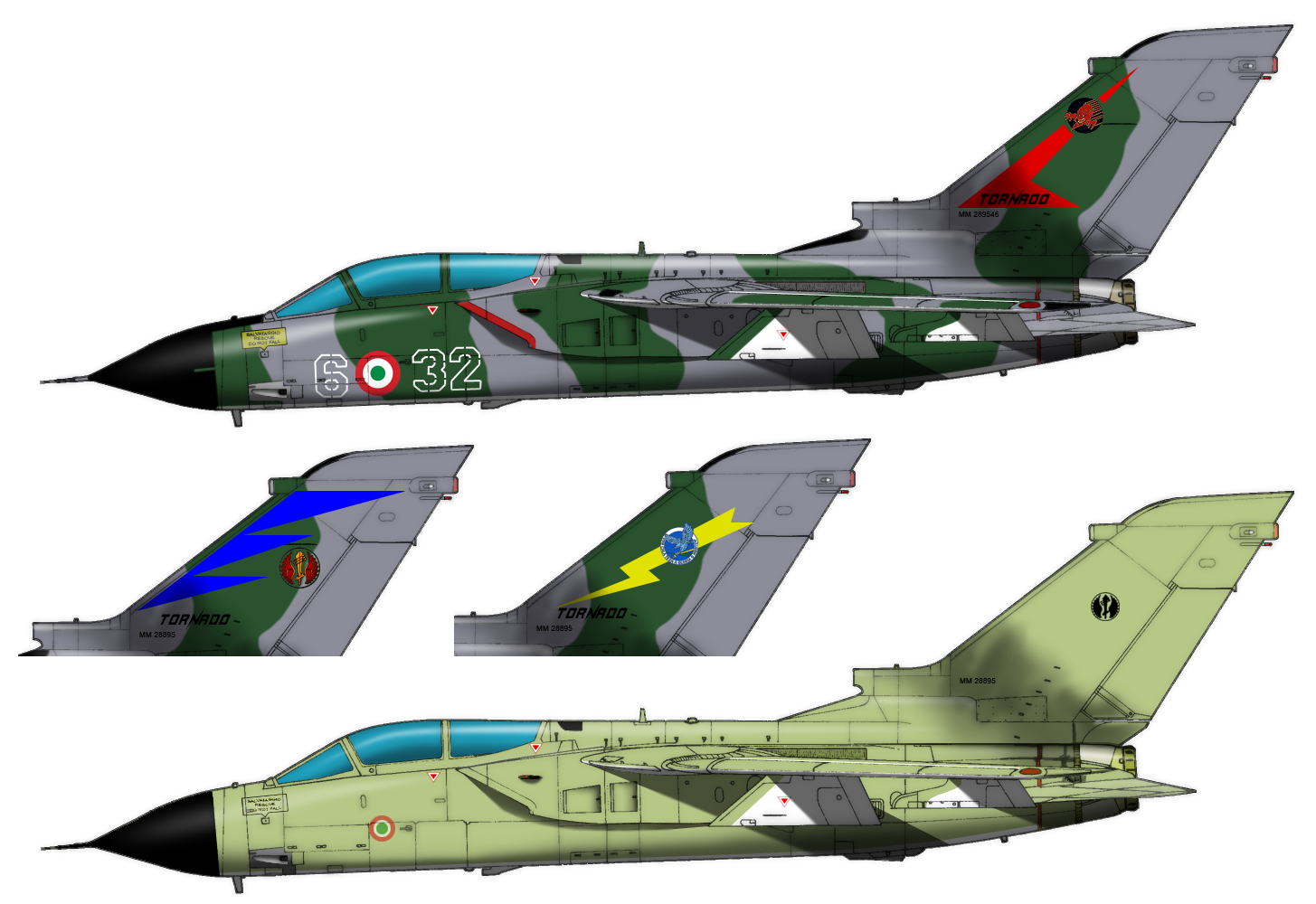
Tornados der drei Geschwader in ursprünglichen Farben: rot (6º Stormo, Ghedi), gelb (36º Stormo, Gioia del Colle), blau (50º Stormo, Piacenza); den Wüstentarnanstrich erhielten einige Maschinen 1990, danach einheitlich grau

In den beiden Jahrzehnten nach dem Ende des Kalten Krieges war die italienische Luftwaffe mit etlichen Auslandseinsätzen beschäftigt. Für die Operation Desert Storm zur Befreiung Kuwaits stellte Italien acht Tornados zur Verfügung, die Anfang 1991 insgesamt 226 Einsätze flogen und dabei 280 Tonnen Bomben abwarfen. Dabei ging eine Maschine verloren. Der italienische Kommandeur Mario Arpino war von der Einsatzführung in Riad so beeindruckt, dass er sie einige Jahre später als Chef des Luftwaffengeneralstabs einer großangelegten Reform der Organisationsstruktur der Aeronautica Militare zu Grunde legte. Ab 1997 richtete sich diese nicht mehr vorwiegend nach territorialen, sondern nach funktionalen Prinzipien. Den „Luftwaffenregionen“ blieben in der Folge nur noch unterstützende Aufgaben, die operativen Aufgaben wurden in einem zentralen Einsatzführungskommando in Poggio Renatico zusammengefasst. Der Einsatz am Persischen Golf zeigte auch, dass man zwar viel Geld in moderne Kampfflugzeuge investiert hatte, diese aber dann über den Zielen nur „dumme“, ungelenkte Bomben abwerfen konnten. Der Beschaffung von „intelligenter“, präzisionsgelenkter Munition und auch von Tankflugzeugen wurde daraufhin Priorität eingeräumt.
In den Jahren danach stellten die Transportflugzeuge die Versorgung italienischer Kontingente in Somalia und Mosambik sicher, sowie die Evakuierung von Zivilisten aus Ruanda. Am 15. September 1992 wurde eine mit Hilfsgütern beladene G.222 beim Anflug auf Sarajevo abgeschossen, wobei die vier Besatzungsmitglieder ums Leben kamen. Erst ihr Tod bewirkte eine reale Neubewertung des Selbstschutzes der Transportflugzeuge. Neben den verschiedenen Lufttransportmissionen, die 1999 bis nach Osttimor führten, kamen auch Kampfflugzeuge wieder zum Einsatz, insbesondere 1995 bei der Operation Deliberate Force über Bosnien und Herzegowina und 1999 bei der Operation Allied Force gegen die damalige Bundesrepublik Jugoslawien. In beiden Fällen stellte die italienische Luftwaffe ihre Militärflugplätze für verbündete Luftstreitkräfte zur Verfügung und leistete in beträchtlichem Ausmaß operative, technische und logistische Unterstützung. Im Kosovo erbauten italienische Luftwaffenpioniere bei Gjakova noch bis Ende 1999 einen Flugplatz, der dann als logistische Drehscheibe für das dortige Truppenkontingent diente.
Im folgenden Jahrzehnt stellte die unermüdliche 46ª Brigata Aerea aus Pisa mit ihren neuen Transportflugzeugen unter anderem die Versorgung italienischer Kontingente in Afghanistan, im Irak und im Libanon sicher. Der Verband erhielt für seine bedeutenden Leistungen, unter anderem für Evakuierungsoperationen und Brandbekämpfungseinsätze, hohe Auszeichnungen. Kampfflugzeuge der Typen Tornado und AMX wurden in den letzten Jahren zur Unterstützung von Bodentruppen in Afghanistan eingesetzt. Für den Internationalen Militäreinsatz in Libyen stellte Italien 2011 einige Militärflugplätze, Kampfflugzeuge, Drohnen und Tankflugzeuge zur Verfügung.
Getreu dem Motto Virtute Siderum Tenus (dt. „Mit Tapferkeit bis zu den Sternen“) ist die Aeronautica Militare seit 2001 mit dem satellitengestützten Kommunikationssystem SICRAL und mit den COSMO-Skymed-Aufklärungssatelliten auch im (erdnahen) Weltraum vertreten. Diese Systeme dienen zwar den gesamten Streitkräften und auch zivilen Einrichtungen, am Betrieb hat die italienische Luftwaffe jedoch wesentlichen Anteil. Einzelne Militärpiloten haben in den letzten Jahren den Sprung ins Weltall geschafft, darunter Maurizio Cheli und Roberto Vittori.
| Cameri |

| Piacenza |

| Ghedi |

| Istrana |

| Rivolto |

| Cervia |

| Pisa |

| Grosseto |

| Pratica di Mare |

| Latina |

| Frosinone |

| Grazzanise |

| Amendola |

| Gioia del Colle |

| Lecce |

| Sigonella |

| Trapani |

| Decimomannu |

## Heer und Marine
Die Geschichte der Luftstreitkräfte von Heer und Marine floss 1923 in die italienische Luftwaffe ein. Besonders deutlich wird dies am Wappen der Aeronautica Militare, auf dem die Abzeichen der vier besten italienischen Staffeln des Ersten Weltkrieges zu sehen sind. Etliche andere, noch heute aktive Einheiten der Aeronautica Militare wurden während oder sogar noch vor dem Ersten Weltkrieg aufgestellt. Erst nach dem Zweiten Weltkrieg durften Heer und Marine wieder eigene Fliegertruppen aufstellen. Sie seinen hier der Vollständigkeit halber kurz erwähnt, obwohl nur die Kampfflugzeuge der Marine auch zu den Luftstreitkräften gezählt werden können.

### Heer
Die erste fliegende Einheit der italienischen Heeresflieger wurde am 10. Mai 1951 an der Artillerieschule in Bracciano aufgestellt. Sie diente der Artillerie für Beobachtung und Feuerleitung, dazu übernahm sie mit ihren Propellerflugzeugen auch Verbindungs- und Transportaufgaben. Im folgenden Jahr wurde aus der Einheit ein fliegerisches Ausbildungszentrum, bei dem ab 1954 neue Heeresflieger-Einheiten zur Unterstützung verschiedener Großverbände aufgestellt wurden. Am 1. Juni 1957 zog das Ausbildungszentrum von Bracciano auf den nahen Militärflugplatz Viterbo, von wo aus man in den folgenden Jahren den Ausbau vorantrieb, nunmehr auch mit Hubschraubern. 1963 und 1976 unterzog man die Heeresflieger strukturellen Reformen, mit denen den drei Korps in Norditalien jeweils ein gemischter Heeresflieger-Verband auf Regimentsebene zugeteilt wurde. Ein weiterer Verband dieser Art blieb in Viterbo. Kleinere Verbände und Einheiten unterstanden in der Regel den Territorialkommandos in Mittel- und Süditalien. Am 12. Juni 1993 nahm die „leichte Heeresfliegertruppe“ (Aviazione Leggera dell’Esercito) ihren heutigen Namen Aviazione dell’Esercito an.

### Marine

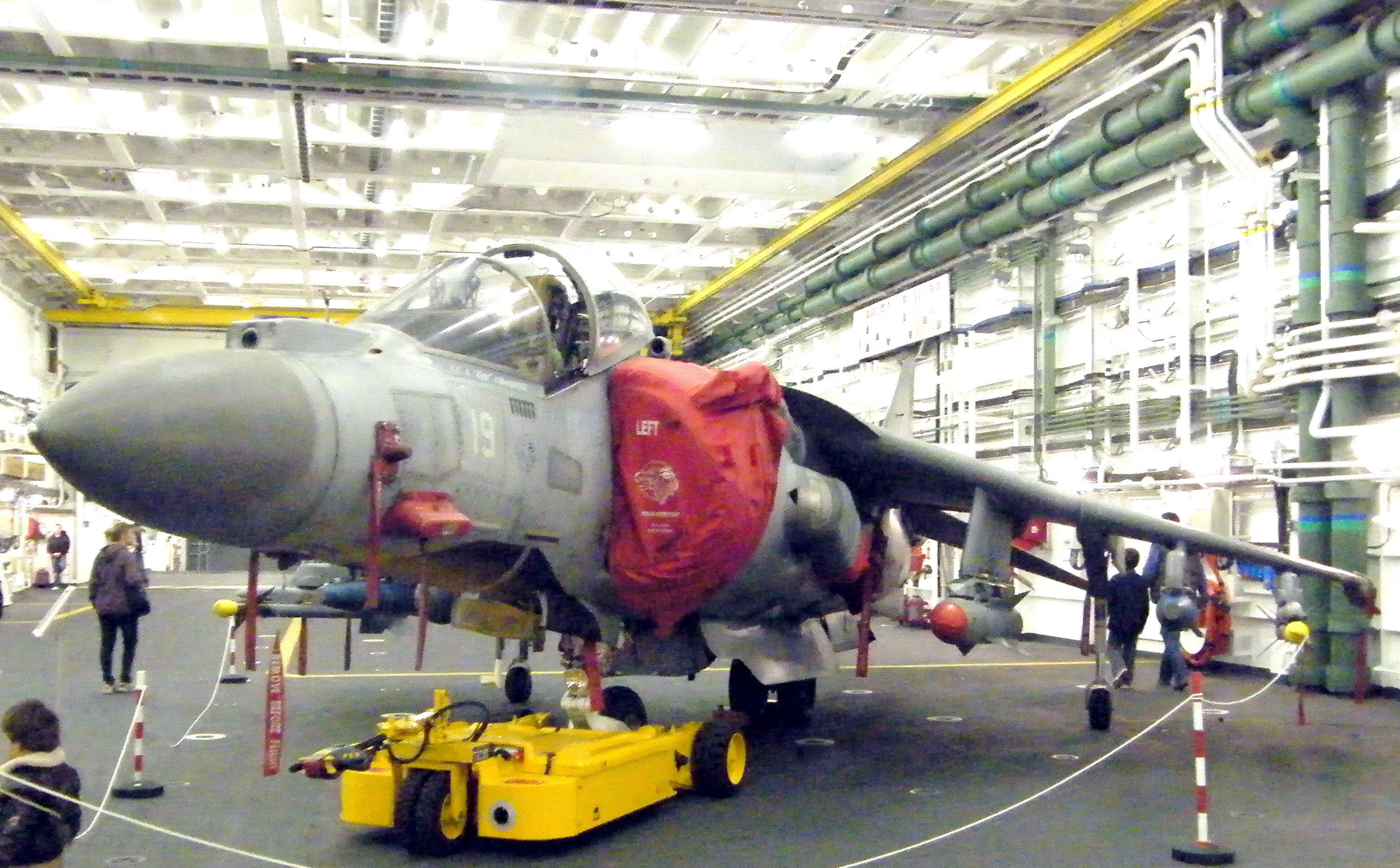
AV-8B+ Harrier II im Hangar des Flugzeugträgers Cavour

Die Marina Militare entsandte im Jahr 1950 Personal zur Pilotenausbildung in die USA. 1952 überführte die Midway die ersten beiden Curtiss SB2C Helldiver der italienischen Marine nach Neapel, wo sie am 19. Dezember von ihren italienischen Piloten auf dem Flugplatz Capodichino gelandet wurden. Wegen der noch geltenden Rechtslage aus der Zeit des Faschismus beschlagnahmte die italienische Luftwaffe die Maschinen und schlug sie ihrer eigenen 86. (Helldiver-)Staffel in Grottaglie zu. Den Planungen der Marine zufolge sollten „ihre“ Helldiver auf einem leichten, von den USA gebraucht zu erwerbenden Flugzeugträger eingesetzt werden. Mit dem so genannten „1.500-Kilo-Gesetz“ von 1956 verblieben alle Starrflügelflugzeuge über dieser Gewichtsgrenze in den Händen der Luftwaffe, insbesondere die Seeaufklärer, die nur operativ dem Kommando der Marine überlassen wurden und schließlich gemischte Besatzungen hatten. Zur Koordinierung und Verwaltung wurde ein eigenes Inspektorat mit der (bereits bekannten) Bezeichnung Aviazione per la Marina (kurz Marinavia) eingerichtet. Bei den Hubschraubern hingegen erfolgte eine völlige Liberalisierung. Die Erprobung hatte in diesem Bereich bereits 1953 begonnen. Am 1. August 1956 wurde in Terrevecchie beim Marinestützpunkt Augusta die 1. Hubschrauberstaffel aufgestellt und damit auch die italienischen Marineflieger im engeren Sinn (Aviazione Navale). Der Ausbau der ersten und fünf weiterer Staffeln erfolgte im Lauf der Zeit in Catania-Fontanarossa, La Spezia-Sarzana und Tarent-Grottaglie. 1989 ermöglichte eine Gesetzesänderung der Marine die Beschaffung von trägergestützten Kampfflugzeugen.

### Luftstreitkräfte im Ersten Weltkrieg
- Aviation Militaire (Belgische Fliegertruppe)
- Royal Flying Corps/RFC (Britische Fliegertruppe, bis 1917)
- Royal Naval Air Service/RNAS (Britische Marinefliegertruppe, bis 1918)
- Royal Air Force/RAF (Britische Fliegertruppe, ab 1918)
- Deutsche Fliegertruppe
- Aéronautique Militaire (Französische Fliegertruppe)
- k.u.k. Luftfahrtruppen (Österreichisch-Ungarische Fliegertruppe)
- Osmanlı Hava Kuvvetler (Osmanische Fliegertruppe)
- Corpul de Aviație Român (Rumänische Fliegertruppe)
- Императорский военно-воздушный флотъ (Russische Fliegertruppe)
- US-amerikanische Fliegertruppe

### Luftstreitkräfte im Zweiten Weltkrieg
- Luftwaffe
- Armée de l’air
- Royal Air Force
- United States Army Air Forces
- Luftstreitkräfte der Sowjetunion
- Kaiserlich Japanische Heeresluftstreitkräfte
- Kaiserlich Japanische Marineluftstreitkräfte